# Lijst van rooms-katholieke bisdommen
Deze lijst van rooms-katholieke bisdommen bevat een overzicht van de diocees, apostolische prelaturen, apostolische vicariaten en intermediata van de Rooms-Katholieke Kerk. Het overzicht is bijgewerkt tot en met 11 februari 2011.
In augustus 2013 waren er 640 aartsbisdommen (waaronder 9 patriarchaten, 4 grootaartsbisdommen, 550 metropolitane aartsbisdommen en 77 overige aartsbisdommen) en 2.205 bisdommen.
De met de Rooms-Katholieke Kerk geünieerde Oosters-Katholieke Kerken zijn niet opgenomen.

## A
Afghanistan
1. Immediatum:
  1. Missio sui juris Afghanistan

Albanië
1. Kerkprovincie Shkodër-Pult:
  1. Aartsbisdom Shkodër-Pult
  2. Bisdom Lezhë
  3. Bisdom Sapë
2. Kerkprovincie Tirana-Durrës:
  1. Aartsbisdom Tirana-Durrës
  2. Bisdom Rrëshen

Algerije
1. Immediatum:
  1. Bisdom Laghouat
2. Kerkprovincie Algiers:
  1. Aartsbisdom Algiers
  2. Bisdom Constantine
  3. Bisdom Oran

Andorra
Angola
1. Kerkprovincie Huambo
  1. Aartsbisdom Huambo
  2. Bisdom Benguela
  3. Bisdom Kwito-Bié
  4. Bisdom Lwena
2. Kerkprovincie Luanda:
  1. Aartsbisdom Luanda
  2. Bisdom Cabinda
  3. Bisdom Caxito
  4. Bisdom Mbanza Congo
  5. Bisdom Ndalatando
  6. Bisdom Viana (Angola)
3. Kerkprovincie Lubango:
  1. Aartsbisdom Lubango
  2. Bisdom Menongue
  3. Bisdom Namibe
  4. Bisdom Ondjiva
4. Kerkprovincie Malanje:
  1. Aartsbisdom Malanje
  2. Bisdom Ndalatando
  3. Bisdom Uije
5. Kerkprovincie Saurimo:
  1. Aartsbisdom Saurimo
  2. Bisdom Dundo
  3. Bisdom Lwena

Antigua en Barbuda
Antillen
Samengesteld uit meerdere landen. De grenzen van kerkprovincies en (aarts)bisdommen kunnen meerdere landen omvatten.
1. Kerkprovincie Fort-de-France e Saint Pierre:
  1. Aartsbisdom Fort-de-France e Saint Pierre
  2. Bisdom Basse-Terre et Pointe-à-Pitre
  3. Bisdom Cayenne
2. Kerkprovincie Kingston in Jamaica:
  1. Aartsbisdom Kingston in Jamaica
  2. Bisdom Belize City-Belmopan
  3. Bisdom Mandeville
  4. Bisdom Montego Bay
  5. Missio sui juris Kaaimaneilanden
3. Kerkprovincie Nassau:
  1. Aartsbisdom Nassau
  2. Bisdom Hamilton
  3. Missio sui juris Turks- en Caicoseilanden
4. Kerkprovincie Port of Spain:
  1. Aartsbisdom Port of Spain
  2. Bisdom Bridgetown
  3. Bisdom Georgetown
  4. Bisdom Kingstown
  5. Bisdom Paramaribo
  6. Bisdom Willemstad

Argentinië
1. Immediatum:
  1. Aartsbisdom Mercedes-Luján
2. Kerkprovincie Bahía Blanca:
  1. Aartsbisdom Bahía Blanca
  2. Bisdom Alto Valle del Río Negro
  3. Bisdom Comodoro Rivadavia
  4. Bisdom Río Gallegos
  5. Bisdom San Carlos de Bariloche
  6. Bisdom Santa Rosa
  7. Bisdom Viedma
  8. Apostolische prelatuur Esquel
3. Kerkprovincie Buenos Aires:
  1. Aartsbisdom Buenos Aires
  2. Bisdom Avellaneda-Lanús
  3. Bisdom Gregorio de Laferrere
  4. Bisdom Lomas de Zamora
  5. Bisdom Merlo-Moreno
  6. Bisdom Morón
  7. Bisdom Quilmes
  8. Bisdom San Isidro
  9. Bisdom San Justo
  10. Bisdom San Martín
  11. Bisdom San Miguel (Argentinië)
4. Kerkprovincie Córdoba:
  1. Aartsbisdom Córdoba
  2. Bisdom Cruz del Eje
  3. Bisdom San Francisco
  4. Bisdom Villa de la Concepción del Río Cuarto
  5. Bisdom Villa María
  6. Apostolische prelatuur Deán Funes
5. Kerkprovincie Corrientes:
  1. Aartsbisdom Corrientes
  2. Bisdom Goya
  3. Bisdom Oberá
  4. Bisdom Posadas
  5. Bisdom Puerto Iguazú
  6. Bisdom Santo Tomé
6. Kerkprovincie La Plata:
  1. Aartsbisdom La Plata
  2. Bisdom Azul
  3. Bisdom Chascomús
  4. Bisdom Mar del Plata
  5. Bisdom Nueve de Julio
  6. Bisdom Zárate-Campana
7. Kerkprovincie Mendoza:
  1. Aartsbisdom Mendoza
  2. Bisdom Neuquén
  3. Bisdom San Rafael
8. Kerkprovincie Paraná:
  1. Aartsbisdom Paraná
  2. Bisdom Concordia
  3. Bisdom Gualeguaychú
9. Kerkprovincie Resistencia:
  1. Aartsbisdom Resistencia
  2. Bisdom Formosa
  3. Bisdom San Roque de Presidencia Roque Sáenz Peña
10. Kerkprovincie Rosario:
  1. Aartsbisdom Rosario
  2. Bisdom San Nicolás de los Arroyos
  3. Bisdom Venado Tuerto
11. Kerkprovincie Salta:
  1. Aartsbisdom Salta
  2. Bisdom Catamarca
  3. Bisdom Jujuy
  4. Bisdom Orán
  5. Apostolische prelatuur Cafayate
  6. Apostolische prelatuur Humahuaca
12. Kerkprovincie San Juan de Cuyo:
  1. Aartsbisdom San Juan de Cuyo
  2. Bisdom La Rioja
  3. Bisdom San Luis
13. Kerkprovincie Santa Fe de la Vera Cruz:
  1. Aartsbisdom Santa Fe de la Vera Cruz
  2. Bisdom Rafaela
  3. Bisdom Reconquista
14. Kerkprovincie Tucumán:
  1. Aartsbisdom Tucumán
  2. Bisdom Añatuya
  3. Bisdom Concepción
  4. Bisdom Santiago del Estero
15. Overig:
  1. Militair ordinariaat

Armenië
Australië
1. Immediatum:
  1. Aartsbisdom Canberra-Goulburn
  2. Aartsbisdom Hobart
2. Kerkprovincie Adelaide:
  1. Aartsbisdom Adelaide
  2. Bisdom Darwin
  3. Bisdom Port Pirie
3. Kerkprovincie Brisbane:
  1. Aartsbisdom Brisbane
  2. Bisdom Cairns
  3. Bisdom Rockhampton
  4. Bisdom Toowoomba
  5. Bisdom Townsville
4. Kerkprovincie Melbourne:
  1. Aartsbisdom Melbourne
  2. Bisdom Ballarat
  3. Bisdom Sale
  4. Bisdom Sandhurst
5. Kerkprovincie Perth:
  1. Aartsbisdom Perth
  2. Bisdom Broome
  3. Bisdom Bunbury
  4. Bisdom Geraldton
6. Kerkprovincie Sydney:
  1. Aartsbisdom Sydney
  2. Bisdom Armidale
  3. Bisdom Bathurst
  4. Bisdom Broken Bay
  5. Bisdom Lismore
  6. Bisdom Maitland-Newcastle
  7. Bisdom Parramatta
  8. Bisdom Wagga Wagga
  9. Bisdom Wilcannia-Forbes
  10. Bisdom Wollongong
7. Overig:
  1. Militair ordinariaat

Azerbeidzjan
1. Immediatum:
  1. Missio sui juris Bakoe

## B
Bahama's
Bahrein
Bangladesh
1. Kerkprovincie Dhaka:
  1. Aartsbisdom Dhaka
  2. Bisdom Chittagong
  3. Bisdom Dinajpur
  4. Bisdom Khulna
  5. Bisdom Mymensingh
  6. Bisdom Rajshahi
  7. Bisdom Sylhet

België
1. Kerkprovincie Mechelen-Brussel:
  1. Aartsbisdom Mechelen-Brussel
  2. Bisdom Antwerpen
  3. Bisdom Brugge
  4. Bisdom Doornik
  5. Bisdom Gent
  6. Bisdom Hasselt
  7. Bisdom Luik
  8. Bisdom Namen
2. Overig:
  1. Militair ordinariaat

Belize
Benin
1. Kerkprovincie Cotonou:
  1. Aartsbisdom Cotonou
  2. Bisdom Abomey
  3. Bisdom Dassa-Zoumé
  4. Bisdom Lokossa
  5. Bisdom Porto Novo
2. Kerkprovincie Parakou:
  1. Aartsbisdom Parakou
  2. Bisdom Djougou
  3. Bisdom Kandi
  4. Bisdom Natitingou
  5. Bisdom N’Dali

Bhutan
Burundi
1. Kerkprovincie Bujumbura:
  1. Aartsbisdom Bujumbura
  2. Bisdom Bubanza
  3. Bisdom Bururi
2. Kerkprovincie Gitega:
  1. Aartsbisdom Gitega
  2. Bisdom Muyinga
  3. Bisdom Ngozi
  4. Bisdom Rutana
  5. Bisdom Ruyigi

Bolivia
1. Kerkprovincie Cochabamba:
  1. Aartsbisdom Cochabamba
  2. Bisdom Oruro
  3. Prelatuur Aiquile
2. Kerkprovincie La Paz:
  1. Aartsbisdom La Paz
  2. Bisdom Coroico
  3. Bisdom El Alto
  4. Prelatuur Corocoro
3. Kerkprovincie Santa Cruz de la Sierra:
  1. Aartsbisdom Santa Cruz de la Sierra
  2. Bisdom San Ignacio de Velasco
4. Kerkprovincie Sucre:
  1. Aartsbisdom Sucre
  2. Bisdom Potosí
  3. Bisdom Tarija
5. Immediatum:
  1. Apostolisch vicariaat Camiri
  2. Apostolisch vicariaat El Beni o Beni
  3. Apostolisch vicariaat Ñuflo de Chávez
  4. Apostolisch vicariaat Pando
  5. Apostolisch vicariaat Reyes
6. Overig:
  1. Militair ordinariaat

Bosnië en Herzegovina
1. Kerkprovincie Sarajevo:
  1. Aartsbisdom Sarajevo
  2. Bisdom Banja Luka
  3. Bisdom Mostar-Duvno
2. Overig:
  1. Bisdom Skopje (Macedonië)

Botswana
1. Immediatum:
  1. Apostolisch Vicariaat Francistown
2. Overig:
  1. Bisdom Gaborone (Zuid-Afrika)

Brazilië
1. Kerkprovincie Aparecida:
  1. Aartsbisdom Aparecida
  2. Bisdom Lorena
  3. Bisdom São José dos Campos
  4. Bisdom Taubaté
2. Kerkprovincie Aracaju:
  1. Aartsbisdom Aracaju
  2. Bisdom Estância
  3. Bisdom Propriá
3. Kerkprovincie Belém do Pará:
  1. Aartsbisdom Belém do Pará
  2. Bisdom Abaetetuba
  3. Bisdom Bragança do Pará
  4. Bisdom Cametá
  5. Bisdom Castanhal
  6. Bisdom Macapá
  7. Bisdom Marabá
  8. Bisdom Óbidos
  9. Bisdom Ponta de Pedras
  10. Bisdom Santarém (Brazilië)
  11. Bisdom Santíssima
  12. Bisdom Conceição do Araguaia
  13. Apostolische prelatuur Itaituba
  14. Apostolische prelatuur Marajó
  15. Apostolische prelatuur Xingu
4. Kerkprovincie Belo Horizonte:
  1. Aartsbisdom Belo Horizonte
  2. Bisdom Divinópolis
  3. Bisdom Luz
  4. Bisdom Oliveira
  5. Bisdom Sete Lagoas
5. Kerkprovincie Botucatu:
  1. Aartsbisdom Botucatu
  2. Bisdom Araçatuba
  3. Bisdom Assis
  4. Bisdom Bauru
  5. Bisdom Lins
  6. Bisdom Marília
  7. Bisdom Ourinhos
  8. Bisdom Presidente Prudente
6. Kerkprovincie Brasília:
  1. Aartsbisdom Brasilia
  2. Bisdom Formosa
  3. Bisdom Luziânia
  4. Bisdom Uruaçu
7. Kerkprovincie Campinas:
  1. Aartsbisdom Campinas
  2. Bisdom Amparo
  3. Bisdom Bragança Paulista
  4. Bisdom Limeira
  5. Bisdom Piracicaba
  6. Bisdom São Carlos
8. Kerkprovincie Campo Grande:
  1. Aartsbisdom Campo Grande
  2. Bisdom Corumbá
  3. Bisdom Coxim
  4. Bisdom Dourados
  5. Bisdom Jardim
  6. Bisdom Naviraí
  7. Bisdom Três Lagoas
9. Kerkprovincie Cascavel:
  1. Aartsbisdom Cascavel
  2. Bisdom Foz do Iguaçu
  3. Bisdom Palmas-Francisco Beltrão
  4. Bisdom Toledo (Brazilië)
10. Kerkprovincie Cuiabá:
  1. Aartsbisdom Cuiabá
  2. Bisdom Barra do Garças
  3. Bisdom Diamantino
  4. Bisdom Guiratinga
  5. Bisdom Juína
  6. Bisdom Rondonópolis
  7. Bisdom São Luíz de Cáceres
  8. Bisdom Sinop
  9. Apostolische prelatuur Paranatinga
  10. Apostolische prelatuur São Félix
11. Kerkprovincie Curitiba:
  1. Aartsbisdom Curitiba
  2. Bisdom Guarapuava
  3. Bisdom Paranaguá
  4. Bisdom Ponta Grossa
  5. Bisdom São José dos Pinhais
  6. Bisdom União da Vitória
12. Kerkprovincie Diamantina:
  1. Aartsbisdom Diamantina
  2. Bisdom Almenara
  3. Bisdom Araçuaí
  4. Bisdom Guanhães
  5. Bisdom Teófilo Otoni
13. Kerkprovincie Feira de Santana:
  1. Aartsbisdom Feira de Santana
  2. Bisdom Barra
  3. Bisdom Barreiras
  4. Bisdom Bonfim
  5. Bisdom Irecê
  6. Bisdom Juazeiro
  7. Bisdom Paulo Afonso
  8. Bisdom Ruy Barbosa
  9. Bisdom Serrinha
14. Kerkprovincie Florianópolis:
  1. Aartsbisdom Florianópolis
  2. Bisdom Blumenau
  3. Bisdom Caçador
  4. Bisdom Chapecó
  5. Bisdom Criciúma
  6. Bisdom Joaçaba
  7. Bisdom Joinville
  8. Bisdom Lages
  9. Bisdom Rio do Sul
  10. Bisdom Tubarão
15. Kerkprovincie Fortaleza:
  1. Aartsbisdom Fortaleza
  2. Bisdom Crateús
  3. Bisdom Crato
  4. Bisdom Iguatú
  5. Bisdom Itapipoca
  6. Bisdom Limoeiro do Norte
  7. Bisdom Quixadá
  8. Bisdom Sobral
  9. Bisdom Tianguá
16. Kerkprovincie Goiânia:
  1. Aartsbisdom Goiânia
  2. Bisdom Anápolis
  3. Bisdom Goiás
  4. Bisdom Ipameri
  5. Bisdom Itumbiara
  6. Bisdom Jataí
  7. Bisdom Rubiataba-Mozarlândia
  8. Bisdom São Luís de Montes Belos
17. Kerkprovincie Juiz de Fora:
  1. Aartsbisdom Juiz de Fora
  2. Bisdom Leopoldina
  3. Bisdom São João del Rei
18. Kerkprovincie Londrina:
  1. Aartsbisdom Londrina
  2. Bisdom Apucarana
  3. Bisdom Cornélio Procópio
  4. Bisdom Jacarezinho
19. Kerkprovincie Maceió:
  1. Aartsbisdom Maceió
  2. Bisdom Palmeira dos Índios
  3. Bisdom Penedo
20. Kerkprovincie Manaus:
  1. Aartsbisdom Manaus
  2. Bisdom Alto Solimões
  3. Bisdom Coari
  4. Bisdom Cruzeiro do Sul
  5. Bisdom Parintins
  6. Bisdom Rio Branco
  7. Bisdom Roraima
  8. Bisdom São Gabriel da Cachoeira
  9. Apostolische prelatuur Borba
  10. Apostolische prelatuur Itacoatiara
  11. Apostolische prelatuur Tefé
21. Kerkprovincie Mariana:
  1. Aartsbisdom Mariana
  2. Bisdom Caratinga
  3. Bisdom Governador Valadares
  4. Bisdom Itabira-Fabriciano
22. Kerkprovincie Maringá:
  1. Aartsbisdom Maringá
  2. Bisdom Campo Mourão
  3. Bisdom Paranavaí
  4. Bisdom Umuarama
23. Kerkprovincie Montes Claros:
  1. Aartsbisdom Montes Claros
  2. Bisdom Janaúba
  3. Bisdom Januária
  4. Bisdom Paracatu
24. Kerkprovincie Natal:
  1. Aartsbisdom Natal
  2. Bisdom Caicó
  3. Bisdom Mossoró
25. Kerkprovincie Niterói:
  1. Aartsbisdom Niterói
  2. Bisdom Campos
  3. Bisdom Nova Friburgo
  4. Bisdom Petrópolis
26. Kerkprovincie Olinda e Recife:
  1. Aartsbisdom Olinda e Recife
  2. Bisdom Afogados da Ingazeira
  3. Bisdom Caruaru
  4. Bisdom Floresta
  5. Bisdom Garanhuns
  6. Bisdom Nazaré
  7. Bisdom Palmares
  8. Bisdom Pesqueira
  9. Bisdom Petrolina
  10. Bisdom Salgueiro
27. Kerkprovincie Palmas:
  1. Aartsbisdom Palmas
  2. Bisdom Miracema do Tocantins
  3. Bisdom Porto Nacional
  4. Bisdom Tocantinópolis
  5. Apostolische prelatuur Cristalândia
28. Kerkprovincie Paraíba:
  1. Aartsbisdom Paraíba
  2. Bisdom Cajazeiras
  3. Bisdom Campina Grande
  4. Bisdom Guarabira
  5. Bisdom Patos
29. Kerkprovincie Passo Fundo:
  1. Aartsbisdom Passo Fundo
  2. Bisdom Erexim
  3. Bisdom Frederico Westphalen
  4. Bisdom Vacaria
30. Kerkprovincie Pelotas:
  1. Aartsbisdom Pelotas
  2. Bisdom Bagé
  3. Bisdom Rio Grande
31. Kerkprovincie Porto Alegre:
  1. Aartsbisdom Porto Alegre
  2. Bisdom Caxias do Sul
  3. Bisdom Montenegro
  4. Bisdom Novo Hamburgo
  5. Bisdom Osório
32. Kerkprovincie Porto Velho:
  1. Aartsbisdom Porto Velho
  2. Bisdom Guajará-Mirim
  3. Bisdom Humaitá
  4. Bisdom Ji-Paraná
  5. Apostolische prelatuur Lábrea
33. Kerkprovincie Pouso Alegre:
  1. Aartsbisdom Pouso Alegre
  2. Bisdom Campanha
  3. Bisdom Guaxupé
34. Kerkprovincie Ribeirão Preto:
  1. Aartsbisdom Ribeirão Preto
  2. Bisdom Barretos
  3. Bisdom Catanduva
  4. Bisdom Franca
  5. Bisdom Jaboticabal
  6. Bisdom Jales
  7. Bisdom São João da Boa Vista
  8. Bisdom São José do Rio Preto
35. Kerkprovincie Santa Maria:
  1. Aartsbisdom Santa Maria
  2. Bisdom Cachoeira do Sul
  3. Bisdom Cruz Alta
  4. Bisdom Santa Cruz do Sul
  5. Bisdom Santo Ângelo
  6. Bisdom Uruguaiana
36. Kerkprovincie São Luís do Maranhão:
  1. Aartsbisdom São Luís do Maranhão
  2. Bisdom Bacabal
  3. Bisdom Balsas
  4. Bisdom Brejo
  5. Bisdom Carolina
  6. Bisdom Caxias do Maranhão
  7. Bisdom Coroatá
  8. Bisdom Grajaú
  9. Bisdom Imperatriz
  10. Bisdom Pinheiro
  11. Bisdom Viana (Brazilië)
  12. Bisdom Zé-Doca
37. Kerkprovincie São Paulo:
  1. Aartsbisdom São Paulo
  2. Bisdom Campo Limpo
  3. Bisdom Caraguatatuba
  4. Bisdom Guarulhos
  5. Bisdom Mogi das Cruzes
  6. Bisdom Osasco
  7. Bisdom Santo Amaro
  8. Bisdom Santo André
  9. Bisdom Santos
  10. Bisdom São Miguel Paulista
38. Kerkprovincie São Salvador da Bahia:
  1. Aartsbisdom São Salvador da Bahia
  2. Bisdom Alagoinhas
  3. Bisdom Amargosa
  4. Bisdom Camaçari
  5. Bisdom Eunápolis
  6. Bisdom Ilhéus
  7. Bisdom Itabuna
  8. Bisdom Teixeira de Freitas-Caravelas
39. Kerkprovincie São Sebastião do Rio de Janeiro:
  1. Aartsbisdom São Sebastião do Rio de Janeiro
  2. Bisdom Barra do Piraí-Volta Redonda
  3. Bisdom Duque de Caxias
  4. Bisdom Itaguaí
  5. Bisdom Nova Iguaçu
  6. Bisdom Valença
40. Kerkprovincie Sorocaba:
  1. Aartsbisdom Sorocaba
  2. Bisdom Itapetininga
  3. Bisdom Itapeva
  4. Bisdom Jundiaí
  5. Bisdom Registro
41. Kerkprovincie Teresina:
  1. Aartsbisdom Teresina
  2. Bisdom Bom Jesus do Gurguéia
  3. Bisdom Campo Maior
  4. Bisdom Floriano
  5. Bisdom Oeiras
  6. Bisdom Parnaíba
  7. Bisdom Picos
  8. Bisdom São Raimundo Nonato
42. Kerkprovincie Uberaba:
  1. Aartsbisdom Uberaba
  2. Bisdom Ituiutaba
  3. Bisdom Patos de Minas
  4. Bisdom Uberlândia
43. Kerkprovincie Vitória:
  1. Aartsbisdom Vitória
  2. Bisdom Cachoeiro do Itapemirim
  3. Bisdom Colatina
  4. Bisdom São Mateus
44. Kerkprovincie Vitória da Conquista:
  1. Aartsbisdom Vitória da Conquista
  2. Bisdom Bom Jesus da Lapa
  3. Bisdom Caetité
  4. Bisdom Jequié
  5. Bisdom Livramento de Nossa Senhora
45. Immediatum:
  1. Apostolische administratie São João Maria Vianney
46. Overige:
  1. Militair ordinariaat

Brunei
1. Immediatum:
  1. Missio sui juris Brunei

Bulgarije
1. Immediatum:
  1. Bisdom Nicopolis
  2. Bisdom Sofia en Plovdiv

Burkina Faso
1. Kerkprovincie Bobo-Dioulasso
  1. Aartsbisdom Bobo-Dioulasso
  2. Bisdom Banfora
  3. Bisdom Dédougou
  4. Bisdom Diébougou
  5. Bisdom Gaoua
  6. Bisdom Nouna
2. Kerkprovincie Koupela
  1. Aartsbisdom Koupela
  2. Bisdom Fada N'Gourma
  3. Bisdom Kaya
  4. Bisdom Tenkodogo
3. Kerkprovincie Ouagadougou
  1. Aartsbisdom Ouagadougou
  2. Bisdom Koudougou
  3. Bisdom Manga
  4. Bisdom Ouahigouya

## C
Cambodja
1. Immediatum:
  1. Apostolisch vicariaat Phnom-Penh
  2. Apostolische prefectuur Battambang
  3. Apostolische prefectuur Kompong-Cham

Canada
1. Immediatum:
  1. Aartsbisdom Winnipeg
2. Kerkprovincie Edmonton:
  1. Aartsbisdom Edmonton
  2. Bisdom Calgary
  3. Bisdom Saint Paul in Alberta
3. Kerkprovincie Gatineau:
  1. Aartsbisdom Gatineau
  2. Bisdom Amos
  3. Bisdom Mont-Laurier
  4. Bisdom Rouyn-Noranda
4. Kerkprovincie Grouard-McLennan:
  1. Aartsbisdom Grouard-McLennan
  2. Bisdom Mackenzie-Fort Smith
  3. Bisdom Whitehorse
5. Kerkprovincie Halifax:
  1. Aartsbisdom Halifax
  2. Bisdom Antigonish
  3. Bisdom Charlottetown
6. Kerkprovincie Keewatin-Le Pas:
  1. Aartsbisdom Keewatin-Le Pas
  2. Bisdom Churchill-Baie d’Hudson
  3. Bisdom Moosonee
7. Kerkprovincie Kingston:
  1. Aartsbisdom Kingston
  2. Bisdom Alexandria-Cornwall
  3. Bisdom Peterborough
  4. Bisdom Sault Sainte Marie
8. Kerkprovincie Moncton:
  1. Aartsbisdom Moncton
  2. Bisdom Bathurst
  3. Bisdom Edmundston
  4. Bisdom Saint John
  5. Bisdom New Brunswick
9. Kerkprovincie Montréal:
  1. Aartsbisdom Montréal
  2. Bisdom Joliette
  3. Bisdom Saint-Jean-Longueuil
  4. Bisdom Saint-Jérôme
  5. Bisdom Valleyfield
10. Kerkprovincie Ottawa:
  1. Aartsbisdom Ottawa
  2. Bisdom Hearst
  3. Bisdom Pembroke
  4. Bisdom Timmins
11. Kerkprovincie Québec:
  1. Aartsbisdom Québec
  2. Bisdom Chicoutimi
  3. Bisdom Sainte-Anne-de-la-Pocatière
  4. Bisdom Trois Rivières
12. Kerkprovincie Regina:
  1. Aartsbisdom Regina
  2. Bisdom Prince-Albert
  3. Bisdom Saskatoon
13. Kerkprovincie Rimouski:
  1. Aartsbisdom Rimouski
  2. Bisdom Baie-Comeau
  3. Bisdom Gaspé
14. Kerkprovincie Saint-Boniface:
  1. Aartsbisdom Saint-Boniface
15. Kerkprovincie Saint John's:
  1. Aartsbisdom Saint John's
  2. Bisdom Corner Brook-Labrador
  3. Bisdom Grand Falls
16. Kerkprovincie Sherbrooke:
  1. Aartsbisdom Sherbrooke
  2. Bisdom Nicolet
  3. Bisdom Saint-Hyacinthe
17. Kerkprovincie Toronto:
  1. Aartsbisdom Toronto
  2. Bisdom Hamilton
  3. Bisdom London
  4. Bisdom Saint Catharines
  5. Bisdom Thunder Bay
18. Kerkprovincie Vancouver:
  1. Aartsbisdom Vancouver
  2. Bisdom Kamloops
  3. Bisdom Nelson
  4. Bisdom Prince George
  5. Bisdom Victoria
19. Overig:
  1. Militair ordinariaat

Centraal-Afrikaanse Republiek
1. Kerkprovincie Bangui:
  1. Aartsbisdom Bangui
  2. Bisdom Alindao
  3. Bisdom Bambari
  4. Bisdom Bangassou
  5. Bisdom Berbérati
  6. Bisdom Bossangoa
  7. Bisdom Bouar
  8. Bisdom Kaga-Bandoro
  9. Bisdom Mbaïki

Chili
1. Kerkprovincie Antofagasta:
  1. Aartsbisdom Antofagasta
  2. Bisdom San Marcos de Arica
  3. Bisdom Iquique
  4. Bisdom San Juan Bautista de Calama
2. Kerkprovincie Concepción:
  1. Aartsbisdom Concepción
  2. Bisdom Chillán
  3. Bisdom Santa Maria de Los Angeles
  4. Bisdom Temuco
  5. Bisdom Valdivia
  6. Bisdom Villarrica
3. Kerkprovincie La Serena:
  1. Aartsbisdom La Serena
  2. Bisdom Copiapó
  3. Apostolische prelatuur Illapel
4. Kerkprovincie Puerto Montt:
  1. Aartsbisdom Puerto Montt
  2. Bisdom Osorno
  3. Bisdom Punta Arenas
  4. Bisdom San Carlos de Ancud
5. Kerkprovincie Santiago de Chile:
  1. Aartsbisdom Santiago de Chile
  2. Bisdom Linares
  3. Bisdom Melipilla
  4. Bisdom Rancagua
  5. Bisdom San Bernardo
  6. Bisdom San Felipe
  7. Bisdom Talca
  8. Bisdom Valparaíso
6. Immediatum:
  1. Apostolisch vicariaat Aysén
7. Overig:
  1. Militair ordinariaat

China
1. Kerkprovincie Anqing:
  1. Aartsbisdom Anqing
  2. Bisdom Bengbu
  3. Bisdom Wuhu
2. Kerkprovincie Beijing:
  1. Aartsbisdom Beijing
  2. Bisdom Anguo
  3. Bisdom Baoding
  4. Bisdom Daming
  5. Bisdom Jingxian
  6. Bisdom Tianjin
  7. Bisdom Xianxian
  8. Bisdom Xingtai
  9. Bisdom Xuanhua
  10. Bisdom Yongnian
  11. Bisdom Yongping
  12. Bisdom Zhaoxian
  13. Bisdom Zhengding
3. Kerkprovincie Changsha:
  1. Aartsbisdom Changsha
  2. Bisdom Changde
  3. Bisdom Hengyang
  4. Bisdom Yuanling
4. K erkprovincie Chongqing
  1. Aartsbisdom Chongqing
  2. Bisdom Chengdu
  3. Bisdom Kangding
  4. Bisdom Leshan
  5. Bisdom Nanchong
  6. Bisdom Wanxian
  7. Bisdom Xichang
  8. Bisdom Yibin
5. Kerkprovincie Fuzhou:
  1. Aartsbisdom Fuzhou
  2. Bisdom Changting
  3. Bisdom Xiamen
  4. Bisdom Xiapu
6. Kerkprovincie Guangzhou:
  1. Aartsbisdom Guangzhou
  2. Bisdom Beihai
  3. Bisdom Hong Kong
  4. Bisdom Jiangmen
  5. Bisdom Meixian
  6. Bisdom Shantou
  7. Bisdom Shaoguan
7. Kerkprovincie Guiyang:
  1. Aartsbisdom Guiyang
  2. Bisdom Anlong
8. Kerkprovincie Hangzhou:
  1. Aartsbisdom Hangzhou
  2. Bisdom Linhai
  3. Bisdom Lishui
  4. Bisdom Ningbo
  5. Bisdom Yongjia-Wenzhou
9. Kerkprovincie Hankow:
  1. Aartsbisdom Hankow
  2. Bisdom Enshi
  3. Bisdom Hanyang
  4. Bisdom Laohekou
  5. Bisdom Puqi
  6. Bisdom Qichun
  7. Bisdom Wuchang
  8. Bisdom Xiangyang
  9. Bisdom Yichang
10. Kerkprovincie Hohhot:
  1. Aartsbisdom Hohhot
  2. Bisdom Chongli-Xiwanzi
  3. Bisdom Jining
  4. Bisdom Yinchuan
11. Kerkprovincie Jinan:
  1. Aartsbisdom Jinan
  2. Bisdom Caozhou-Heze
  3. Bisdom Linyi
  4. Bisdom Qingdao
  5. Bisdom Yanggu
  6. Bisdom Yantai
  7. Bisdom Yanzhou
  8. Bisdom Zhoucun
12. Kerkprovincie Kaifeng:
  1. Aartsbisdom Kaifeng
  2. Bisdom Jixian
  3. Bisdom Luoyang
  4. Bisdom Nanyang
  5. Bisdom Shangqiu
  6. Bisdom Xinyang
  7. Bisdom Zhengzhou
  8. Bisdom Zhumadian
13. Kerkprovincie Kunming:
  1. Aartsbisdom Kunming
  2. Bisdom Dali
14. Kerkprovincie Lanzhou:
  1. Aartsbisdom Lanzhou
  2. Bisdom Pingliang
  3. Bisdom Tianshui
15. Kerkprovincie Nanchang:
  1. Aartsbisdom Nanchang
  2. Bisdom Ganzhou
  3. Bisdom Ji’an
  4. Bisdom Nancheng
  5. Bisdom Yujiang
16. Kerkprovincie Nanjing:
  1. Aartsbisdom Nanjing
  2. Bisdom Haimen
  3. Bisdom Shanghai
  4. Bisdom Suzhou
  5. Bisdom Xuzhou
17. Kerkprovincie Nanning:
  1. Aartsbisdom Nanning
  2. Bisdom Wuzhou
18. Kerkprovincie Shenyang:
  1. Aartsbisdom Shenyang
  2. Bisdom Chifeng
  3. Bisdom Fushun
  4. Bisdom Jilin
  5. Bisdom Jinzhou
  6. Bisdom Siping
  7. Bisdom Yanji
  8. Bisdom Yingkou
19. Kerkprovincie Taiyuan:
  1. Aartsbisdom Taiyuan
  2. Bisdom Changzhi
  3. Bisdom Datong
  4. Bisdom Fenyang
  5. Bisdom Hongdong
  6. Bisdom Shuoxian
  7. Bisdom Yuci
20. Kerkprovincie Xi’an:
  1. Aartsbisdom Xi’an
  2. Bisdom Fengxiang
  3. Bisdom Hanzhong
  4. Bisdom Sanyuan
  5. Bisdom Yan’an
  6. Bisdom Zhouzhi
21. Immediatum:
  1. Bisdom Harbin
  2. Bisdom Macau
22. Overige:
  1. Apostolische prefectuur Ankang
  2. Apostolische prefectuur Baojing
  3. Apostolische prefectuur Guilin
  4. Apostolische prefectuur Hainan
  5. Apostolische prefectuur Haizhou
  6. Apostolische prefectuur Jiamusi
  7. Apostolische prefectuur Jian’ou
  8. Apostolische prefectuur Lingling
  9. Apostolische prefectuur Linqing
  10. Apostolische prefectuur Lintong
  11. Apostolische prefectuur Lixian
  12. Apostolische prefectuur Qiqihar
  13. Apostolische prefectuur Shaowu
  14. Apostolische prefectuur Shashi
  15. Apostolische prefectuur Shiqian
  16. Apostolische prefectuur Suixian
  17. Apostolische prefectuur Tongzhou
  18. Apostolische prefectuur Tunxi
  19. Apostolische prefectuur Weihai
  20. Apostolische prefectuur Xiangtan
  21. Apostolische prefectuur Xining
  22. Apostolische prefectuur Xinjiang
  23. Apostolische prefectuur Xinjiang-Urumqi
  24. Apostolische prefectuur Xinxiang
  25. Apostolische prefectuur Yangzhou
  26. Apostolische prefectuur Yiduxian
  27. Apostolische prefectuur Yixian
  28. Apostolische prefectuur Yueyang
  29. Apostolische prefectuur Zhaotong
  30. Apostolische administratie Harbin

Colombia
1. Kerkprovincie Barranquilla:
  1. Aartsbisdom Barranquilla
  2. Bisdom El Banco
  3. Bisdom Riohacha
  4. Bisdom Santa Marta
  5. Bisdom Valledupar
2. Kerkprovincie Bogotá:
  1. Aartsbisdom Bogotá
  2. Bisdom Engativá
  3. Bisdom Facatativá
  4. Bisdom Fontibón
  5. Bisdom Girardot
  6. Bisdom Soacha
  7. Bisdom Zipaquirá
3. Kerkprovincie Bucaramanga:
  1. Aartsbisdom Bucaramanga
  2. Bisdom Barrancabermeja
  3. Bisdom Málaga-Soatá
  4. Bisdom Socorro y San Gil
  5. Bisdom Vélez
4. Kerkprovincie Cali:
  1. Aartsbisdom Cali
  2. Bisdom Buenaventura
  3. Bisdom Buga
  4. Bisdom Cartago
  5. Bisdom Palmira
5. Kerkprovincie Cartagena:
  1. Aartsbisdom Cartagena
  2. Bisdom Magangué
  3. Bisdom Montelibano
  4. Bisdom Montería
  5. Bisdom Sincelejo
6. Kerkprovincie Ibagué:
  1. Aartsbisdom Ibagué
  2. Bisdom Espinal
  3. Bisdom Florencia
  4. Bisdom Garzón
  5. Bisdom Líbano-Honda
  6. Bisdom Neiva
7. Kerkprovincie Manizales:
  1. Aartsbisdom Manizales
  2. Bisdom Armenia
  3. Bisdom La Dorada-Guaduas
  4. Bisdom Pereira
8. Kerkprovincie Medellín:
  1. Aartsbisdom Medellín
  2. Bisdom Caldas
  3. Bisdom Girardota
  4. Bisdom Jericó
  5. Bisdom Sonsón-Rionegro
9. Kerkprovincie Nueva Pamplona:
  1. Aartsbisdom Nueva Pamplona
  2. Bisdom Arauca
  3. Bisdom Cúcuta
  4. Bisdom Ocaña
  5. Bisdom Tibú
10. Kerkprovincie Popayán:
  1. Aartsbisdom Popayán
  2. Bisdom Ipiales
  3. Bisdom Mocoa-Sibundoy
  4. Bisdom Pasto
  5. Bisdom Tumaco
11. Kerkprovincie Santa Fe de Antioquia:
  1. Aartsbisdom Santa Fe de Antioquia
  2. Bisdom Apartadó
  3. Bisdom Istmina-Tadó
  4. Bisdom Quibdó
  5. Bisdom Santa Rosa de Osos
12. Kerkprovincie Tunja:
  1. Aartsbisdom Tunja
  2. Bisdom Chiquinquirá
  3. Bisdom Duitama-Sogamoso
  4. Bisdom Garagoa
  5. Bisdom Yopal
13. Kerkprovincie Villavicencio:
  1. Aartsbisdom Villavicencio
  2. Bisdom Granada-Colombia
  3. Bisdom San José del Guaviare
14. Immediatum:
  1. Apostolisch vicariaat Guapi
  2. Apostolisch vicariaat Inírida
  3. Apostolisch vicariaat Leticia
  4. Apostolisch vicariaat Mitú
  5. Apostolisch vicariaat Puerto Carreño
  6. Apostolisch vicariaat Puerto Gaitán
  7. Apostolisch vicariaat San Andrés y Providencia
  8. Apostolisch vicariaat San Vicente-Puerto Leguízamo
  9. Apostolisch vicariaat Tierradentro
  10. Apostolisch vicariaat Trinidad
15. Overig:
  1. Militair ordinariaat

Comoren
1. Immediatum:
  1. Apostolish vicariaat Archipelago of the Comores

Congo-Brazzaville
1. Kerkprovincie Brazzaville:
  1. Aartsbisdom Brazzaville
  2. Bisdom Dolisie
  3. Bisdom Gamboma
  4. Bisdom Impfondo
  5. Bisdom Kinkala
  6. Bisdom Nkayi
  7. Bisdom Ouesso
  8. Bisdom Owando
  9. Bisdom Pointe-Noire

Congo-Kinshasa
1. Kerkprovincie Bukavu:
  1. Aartsbisdom Bukavu
  2. Bisdom Butembo-Beni
  3. Bisdom Goma
  4. Bisdom Kasongo
  5. Bisdom Kindu
  6. Bisdom Uvira
2. Kerkprovincie Kananga:
  1. Aartsbisdom Kananga
  2. Bisdom Kabinda
  3. Bisdom Kole
  4. Bisdom Luebo
  5. Bisdom Luiza
  6. Bisdom Mbujimayi
  7. Bisdom Mweka
  8. Bisdom Tshumbe
3. Kerkprovincie Kinshasa:
  1. Aartsbisdom Kinshasa
  2. Bisdom Boma
  3. Bisdom Idiofa
  4. Bisdom Inongo
  5. Bisdom Kenge
  6. Bisdom Kikwit
  7. Bisdom Kisantu
  8. Bisdom Matadi
  9. Bisdom Popokabaka
4. Kerkprovincie Kisangani:
  1. Aartsbisdom Kisangani
  2. Bisdom Bondo
  3. Bisdom Bunia
  4. Bisdom Buta
  5. Bisdom Doruma-Dungu
  6. Bisdom Isangi
  7. Bisdom Isiro-Niangara
  8. Bisdom Mahagi-Nioka
  9. Bisdom Wamba
5. Kerkprovincie Lubumbashi:
  1. Aartsbisdom Lubumbashi
  2. Bisdom Kalemie-Kirungu
  3. Bisdom Kamina
  4. Bisdom Kilwa-Kasenga
  5. Bisdom Kolwezi
  6. Bisdom Kongolo
  7. Bisdom Manono
  8. Bisdom Sakania-Kipushi
6. Kerkprovincie Mbandaka-Bikoro:
  1. Aartsbisdom Mbandaka-Bikoro
  2. Bisdom Basankusu
  3. Bisdom Bokungu-Ikela
  4. Bisdom Budjala
  5. Bisdom Lisala
  6. Bisdom Lolo
  7. Bisdom Molegbe

Costa Rica
1. Kerkprovincie San José de Costa Rica:
  1. Aartsbisdom San José de Costa Rica
  2. Bisdom Alajuela
  3. Bisdom Cartago
  4. Bisdom Ciudad Quesada
  5. Bisdom Limon
  6. Bisdom Puntarenas
  7. Bisdom San Isidro de El General
  8. Bisdom Tilarán

Cuba
1. Kerkprovincie Camagüey:
  1. Aartsbisdom Camagüey
  2. Bisdom Ciego de Avila
  3. Bisdom Cienfuegos
  4. Bisdom Santa Clara
2. Kerkprovincie San Cristobal de la Habana:
  1. Aartsbisdom San Cristobal de la Habana
  2. Bisdom Matanzas
  3. Bisdom Pinar del Rio
3. Kerkprovincie Santiago de Cuba:
  1. Aartsbisdom Santiago de Cuba
  2. Bisdom Guantánamo-Baracoa
  3. Bisdom Holguín
  4. Bisdom Santisimo Salvador de Bayamo y Manzanillo

Cyprus

## D
Denemarken
1. Immediatum:
  1. Bisdom Kopenhagen

Djibouti
1. Immediatum:
  1. Bisdom Djibouti

Dominica
Dominicaanse Republiek
1. Kerkprovincie Santiago de los Caballeros:
  1. Aartsbisdom Santiago de los Caballeros
  2. Bisdom La Vega
  3. Bisdom Mao-Monte Cristi
  4. Bisdom Puerto Plata
  5. Bisdom San Francisco de Macorís
2. Kerkprovincie Santo Domingo:
  1. Aartsbisdom Santo Domingo
  2. Bisdom Baní
  3. Bisdom Barahona
  4. Bisdom Nuestra Señora de la Altagracia en Higüey
  5. Bisdom San Juan de la Maguana
  6. Bisdom San Pedro de Macorís
3. Overig:
  1. Militair ordinariaat

Duitsland
1. Kerkprovincie Bamberg:
  1. Aartsbisdom Bamberg
  2. Bisdom Eichstätt
  3. Bisdom Speyer
  4. Bisdom Würzburg
2. Kerkprovincie Berlijn:
  1. Aartsbisdom Berlijn
  2. Bisdom Dresden-Meissen
  3. Bisdom Görlitz
3. Kerkprovincie Freiburg:
  1. Aartsbisdom Freiburg
  2. Bisdom Mainz
  3. Bisdom Rottenburg-Stuttgart
4. Kerkprovincie Hamburg:
  1. Aartsbisdom Hamburg
  2. Bisdom Hildesheim
  3. Bisdom Osnabrück
5. Kerkprovincie Keulen:
  1. Aartsbisdom Keulen
  2. Bisdom Aken
  3. Bisdom Essen
  4. Bisdom Limburg
  5. Bisdom Münster
  6. Bisdom Trier
6. Kerkprovincie München-Freising:
  1. Aartsbisdom München-Freising
  2. Bisdom Augsburg
  3. Bisdom Passau
  4. Bisdom Regensburg
7. Kerkprovincie Paderborn:
  1. Aartsbisdom Paderborn
  2. Bisdom Erfurt
  3. Bisdom Fulda
  4. Bisdom Maagdenburg
8. Overig:
  1. Militair ordinariaat

## E
Ecuador
1. Kerkprovincie Cuenca:
  1. Aartsbisdom Cuenca
  2. Bisdom Azogues
  3. Bisdom Loja
  4. Bisdom Machala
2. Kerkprovincie Guayaquil:
  1. Aartsbisdom Guayaquil
  2. Bisdom Babahoyo Bisdom San Jacinto de Yaguachi
  3. Aartsbisdom Portoviejo:
  4. Bisdom Santo Domingo en Ecuador
3. Kerkprovincie Quito:
  1. Aartsbisdom Quito
  2. Bisdom Ambato
  3. Bisdom Guaranda
  4. Bisdom Ibarra
  5. Bisdom Latacunga
  6. Bisdom Riobamba
  7. Bisdom Tulcán
4. Immediatum:
  1. Apostolisch vicariaat Aguarico
  2. Apostolisch vicariaat Esmeraldas
  3. Apostolisch vicariaat Galápagos
  4. Apostolisch vicariaat Méndez
  5. Apostolisch vicariaat Napo
  6. Apostolisch vicariaat Puyo
  7. Apostolisch vicariaat San Miguel de Sucumbíos
  8. Apostolisch vicariaat Zamora en Ecuador
5. Overig:
  1. Militair ordinariaat

Egypte
1. Immediatum:
  1. Apostolisch Vicariaat Alessandria di Egitto

El Salvador
1. Kerkprovincie San Salvador:
  1. Aartsbisdom San Salvador
  2. Bisdom Chalatenango
  3. Bisdom San Miguel (El Salvador)
  4. Bisdom Santa Ana
  5. Bisdom Santiago de María
  6. Bisdom San Vicente
  7. Bisdom Sonsonate
  8. Bisdom Zacatecoluca
2. Overig:
  1. Militair ordinariaat

Equatoriaal-Guinea
1. Kerkprovincie Malabo:
  1. Aartsbisdom Malabo
  2. Bisdom Bata
  3. Bisdom Ebebiyín

Eritrea
Estland
1. Immediatum:
  1. Apostolische administratie Estland

Ethiopië
1. Immediatum:
  1. Apostolisch vicariaat Awasa
  2. Apostolisch vicariaat Gambella
  3. Apostolisch vicariaat Harar
  4. Apostolisch vicariaat Hosanna
  5. Apostolisch vicariaat Jimma-Bonga
  6. Apostolisch vicariaat Meki
  7. Apostolisch vicariaat Nekemte
  8. Apostolisch vicariaat Soddo
  9. Apostolische prefectuur Robe

## F
Falkland Eilanden
1. Immediatum:
  1. Apostolische prefectuur Falkland Eilanden en Malvinas

Fiji
Filipijnen
1. Kerkprovincie Caceres:
  1. Aartsbisdom Caceres
  2. Bisdom Daet
  3. Bisdom Legazpi
  4. Bisdom Libmanan
  5. Bisdom Masbate
  6. Bisdom Sorsogon
  7. Bisdom Virac
2. Kerkprovincie Cagayan de Oro:
  1. Aartsbisdom Cagayan de Oro
  2. Bisdom Butuan
  3. Bisdom Malaybalay
  4. Bisdom Surigao
  5. Bisdom Tandag
3. Kerkprovincie Capiz:
  1. Aartsbisdom Capiz
  2. Bisdom Kalibo
  3. Bisdom Romblon
4. Kerkprovincie Cebu:
  1. Aartsbisdom Cebu
  2. Bisdom Dumaguete
  3. Bisdom Maasin
  4. Bisdom Tagbilaran
  5. Bisdom Talibon
5. Kerkprovincie Cotabato:
  1. Aartsbisdom Cotabato
  2. Bisdom Kidapawan
  3. Bisdom Marbel
6. Kerkprovincie Davao:
  1. Aartsbisdom Davao
  2. Bisdom Digos
  3. Bisdom Mati
  4. Bisdom Tagum
7. Kerkprovincie Jaro:
  1. Aartsbisdom Jaro
  2. Bisdom Bacolod
  3. Bisdom Kabankalan
  4. Bisdom San Carlos
  5. Bisdom San Jose de Antique
8. Kerkprovincie Lingayen-Dagupan:
  1. Aartsbisdom Lingayen-Dagupan
  2. Bisdom Alaminos
  3. Bisdom Cabanatuan
  4. Bisdom San Fernando de La Union
  5. Bisdom San Jose
  6. Bisdom Urdaneta
9. Kerkprovincie Lipa:
  1. Aartsbisdom Lipa
  2. Bisdom Boac
  3. Bisdom Gumaca
  4. Bisdom Lucena
  5. Apostolische prelatuur Infanta
10. Kerkprovincie Manilla:
  1. Aartsbisdom Manilla
  2. Bisdom Antipolo
  3. Bisdom Cubao
  4. Bisdom Imus
  5. Bisdom Kalookan
  6. Bisdom Malolos
  7. Bisdom Novaliches
  8. Bisdom Parañaque
  9. Bisdom Pasig
  10. Bisdom San Pablo
11. Kerkprovincie Nueva Segovia:
  1. Aartsbisdom Nueva Segovia
  2. Bisdom Baguio
  3. Bisdom Bangued
  4. Bisdom Laoag
12. Kerkprovincie Ozamis:
  1. Aartsbisdom Ozamis
  2. Bisdom Dipolog
  3. Bisdom Iligan
  4. Bisdom Pagadian
  5. Apostolische prelatuur Marawi
13. Kerkprovincie Palo:
  1. Aartsbisdom Palo
  2. Bisdom Borongan
  3. Bisdom Calbayog
  4. Bisdom Catarman
  5. Bisdom Naval
14. Kerkprovincie San Fernando:
  1. Aartsbisdom San Fernando
  2. Bisdom Balanga
  3. Bisdom Iba
  4. Bisdom Tarlac
15. Kerkprovincie Tuguegarao:
  1. Aartsbisdom Tuguegarao
  2. Bisdom Bayombong
  3. Bisdom Ilagan
  4. Apostolische prelatuur Batanes
16. Kerkprovincie Zamboanga:
  1. Aartsbisdom Zamboanga
  2. Bisdom Ipil
  3. Apostolische prelatuur Isabela
17. Immediatum:
  1. Apostolisch vicariaat Bontoc-Lagawe
  2. Apostolisch vicariaat Calapan
  3. Apostolisch vicariaat Jolo
  4. Apostolisch vicariaat Puerto Princesa
  5. Apostolisch vicariaat San Jose in Mindoro
  6. Apostolisch vicariaat Tabuk
  7. Apostolisch vicariaat Taytay
18. Overig:
  1. Militair ordinariaat

Finland
1. Immediatum:
  1. Bisdom Helsinki

Frankrijk
1. Kerkprovincie Besançon:
  1. Aartsbisdom Besançon
  2. Bisdom Belfort-Montbéliard
  3. Bisdom Nancy
  4. Bisdom Saint-Claude
  5. Bisdom Saint-Die
  6. Bisdom Verdun
2. Kerkprovincie Bordeaux
  1. Aartsbisdom Bordeaux
  2. Bisdom Agen
  3. Bisdom Aire
  4. Bisdom Bayonne
  5. Bisdom Périgueux
3. Kerkprovincie Clermont:
  1. Aartsbisdom Clermont
  2. Bisdom Le Puy-en-Velay
  3. Bisdom Moulins
  4. Bisdom Saint-Flour
4. Kerkprovincie Dijon:
  1. Aartsbisdom Dijon
  2. Bisdom Autun
  3. Bisdom Nevers
  4. Aartsbisdom Sens
  5. Prelatuur Mission de France Pontigny
5. Kerkprovincie Lyon:
  1. Aartsbisdom Lyon
  2. Bisdom Annecy
  3. Bisdom Belley-Ars
  4. Aartsbisdom Chambéry
  5. Bisdom Grenoble
  6. Bisdom Saint-Étienne
  7. Bisdom Valence
  8. Bisdom Viviers
6. Kerkprovincie Marseille:
  1. Aartsbisdom Marseille
  2. Aartsbisdom Aix
  3. Bisdom Ajaccio
  4. Aartsbisdom Avignon
  5. Bisdom Digne
  6. Bisdom Fréjus-Toulon
  7. Bisdom Gap
  8. Bisdom Nice
7. Kerkprovincie Montpellier:
  1. Aartsbisdom Montpellier
  2. Bisdom Carcassonne en Narbonne
  3. Bisdom Mende
  4. Bisdom Nîmes
  5. Bisdom Perpignan-Elne
8. Kerkprovincie Parijs:
  1. Aartsbisdom Parijs
  2. Bisdom Créteil
  3. Bisdom Évry-Corbeil-Essonnes
  4. Bisdom Meaux
  5. Bisdom Nanterre
  6. Bisdom Pontoise
  7. Bisdom Saint-Denis
  8. Bisdom Versailles
9. Kerkprovincie Poitiers:
  1. Aartsbisdom Poitiers
  2. Bisdom Angoulême
  3. Bisdom La Rochelle
  4. Bisdom Limoges
  5. Bisdom Tulle
10. Kerkprovincie Reims:
  1. Aartsbisdom Reims
  2. Bisdom Amiens
  3. Bisdom Beauvais
  4. Bisdom Châlons
  5. Bisdom Langres
  6. Bisdom Soissons
  7. Bisdom Troyes
11. Kerkprovincie Rennes:
  1. Aartsbisdom Rennes
  2. Bisdom Angers
  3. Bisdom Laval
  4. Bisdom Le Mans
  5. Bisdom Luçon
  6. Bisdom Nantes
  7. Bisdom Quimper
  8. Bisdom Saint-Brieuc
  9. Bisdom Vannes
12. Kerkprovincie Rouen:
  1. Aartsbisdom Rouen
  2. Bisdom Bayeux-Lisieux
  3. Bisdom Coutances
  4. Bisdom Evreux
  5. Bisdom Le Havre
  6. Bisdom Sées
13. Kerkprovincie Rijsel (Lille):
  1. Aartsbisdom Rijsel
  2. Bisdom Atrecht (Arras)
  3. Aartsbisdom Kamerijk (Cambrai)
14. Kerkprovincie Toulouse:
  1. Aartsbisdom Toulouse
  2. Aartsbisdom Albi
  3. Aartsbisdom Auch
  4. Bisdom Cahors
  5. Bisdom Montauban
  6. Bisdom Pamiers
  7. Bisdom Rodez
  8. Bisdom Tarbes-Lourdes
15. Kerkprovincie Tours:
  1. Aartsbisdom Tours
  2. Bisdom Blois
  3. Aartsbisdom Bourges
  4. Bisdom Chartres
  5. Bisdom Orléans
16. Immediatum:
  1. Aartsbisdom Straatsburg
  2. Bisdom Metz
  3. Bisdom Saint-Denis-de-La Réunion (Réunion)
  4. Apostolisch vicariaat Iles Saint-Pierre et Miquelon (Saint-Pierre en Miquelon)
17. Overig:
  1. Militair ordinariaat

## G
Gabon
1. Kerkprovincie Libreville:
  1. Aartsbisdom Libreville
  2. Bisdom Franceville
  3. Bisdom Mouila
  4. Bisdom Oyem
  5. Bisdom Port-Gentil
2. Immediatum:
  1. Apostolisch vicariaat Makokou

Gambia
1. Immediatum:
  1. Bisdom Banjul

Georgië
1. Immediatum:
  1. Apostolische administratie Kaukasus

Ghana
1. Kerkprovincie Accra:
  1. Aartsbisdom Accra
  2. Bisdom Ho
  3. Bisdom Jasikan
  4. Bisdom Keta-Akatsi
  5. Bisdom Koforidua
2. Kerkprovincie Cape Coast:
  1. Aartsbisdom Cape Coast
  2. Bisdom Sekondi-Takoradi
  3. Bisdom Wiawso
3. Kerkprovincie Kumasi:
  1. Aartsbisdom Kumasi
  2. Bisdom Goaso
  3. Bisdom Konongo-Mampong
  4. Bisdom Obuasi
  5. Bisdom Sunyani
  6. Bisdom Techiman
4. Kerkprovincie Tamale:
  1. Aartsbisdom Tamale
  2. Bisdom Damongo
  3. Bisdom Bolgatanga-Navrongo
  4. Bisdom Wa
  5. Bisdom Yendi
5. Immediatum:
  1. Apostolisch vicariaat Donkorkrom

Grenada
Gibraltar
1. Immediatum:
  1. Bisdom Gibraltar

Griekenland
1. Kerkprovincie Corfu, Zante en Cefalonia
  1. Aartsbisdom Corfu, Zante en Cefalonia
2. Kerkprovincie Naxos, Andros, Tinos en Mykene
  1. Aartsbisdom Naxos, Andros, Tinos en Mykene:
  2. Bisdom Chios
  3. Bisdom Santorini
  4. Bisdom Kreta
  5. Bisdom Syros
3. Immediatum:
  1. Aartsbisdom Athene
  2. Aartsbisdom Rhodos
  3. Apostolisch Vicariaat Thessaloniki

Groot-Brittannië
1. Kerkprovincie Birmingham:
  1. Aartsbisdom Birmingham
  2. Bisdom Clifton
  3. Bisdom Shrewsbury
2. Kerkprovincie Cardiff:
  1. Aartsbisdom Cardiff
  2. Bisdom Menevia
  3. Bisdom Wrexham
3. Kerkprovincie Glasgow:
  1. Aartsbisdom Glasgow
  2. Bisdom Motherwell
  3. Bisdom Paisley
4. Kerkprovincie Liverpool:
  1. Aartsbisdom Liverpool
  2. Bisdom Hallam
  3. Bisdom Hexham-Newcastle
  4. Bisdom Lancaster
  5. Bisdom Leeds
  6. Bisdom Middlesbrough
  7. Bisdom Salford
5. Kerkprovincie Saint Andrews-Edinburgh:
  1. Aartsbisdom Saint Andrews-Edinburgh
  2. Bisdom Aberdeen
  3. Bisdom Argyll-the Isles
  4. Bisdom Dunkeld
  5. Bisdom Galloway
6. Kerkprovincie Southwark:
  1. Aartsbisdom Southwark
  2. Bisdom Arundel en Brighton
  3. Bisdom Plymouth
  4. Bisdom Portsmouth
7. Kerkprovincie Westminster:
  1. Aartsbisdom Westminster
  2. Bisdom Brentwood
  3. Bisdom East Anglia
  4. Bisdom Northampton
  5. Bisdom Nottingham
8. Immediatum:
  1. Missio sui juiris Ascension-Tristan da Cunha (Saint Helena)
  2. Persoonlijk ordinariaat Our Lady of Walsingham
9. Overig:
  1. Militair ordinariaat

Guatemala
1. Kerkprovincie Guatemala:
  1. Aartsbisdom Guatemala
  2. Bisdom Escuintla
  3. Bisdom Jalapa
  4. Bisdom Santa Rosa de Lima
  5. Bisdom Verapaz
  6. Bisdom Cobán
  7. Bisdom Zacapa y Santo Cristo de Esquipulas
2. Kerkprovincie Los Altos Quetzaltenango-Totonicapán:
  1. Aartsbisdom Los Altos Quetzaltenango-Totonicapán
  2. Bisdom Huehuetenango
  3. Bisdom Quiché
  4. Bisdom San Marcos
  5. Bisdom Sololá-Chimaltenango
  6. Bisdom Suchitepéquez-Retalhuleu
3. Immediatum:
  1. Apostolisch vicariaat El Petén
  2. Apostolisch vicariaat Izabal

Guinee
1. Kerkprovincie Conakry:
  1. Aartsbisdom Conakry
  2. Bisdom Kankan
  3. Bisdom N’Zérékoré

Guinea-Bissau
1. Immediatum:
  1. Bisdom Bafatá
  2. Bisdom Bissau

## H
Haïti
1. Kerkprovincie Cap-Haïtien:
  1. Aartsbisdom Cap-Haïtien
  2. Bisdom Fort-Liberté
  3. Bisdom Hinche
  4. Bisdom Les Gonaïves
  5. Bisdom Port-de-Paix
2. Kerkprovincie Port-au-Prince:
  1. Aartsbisdom Port-au-Prince
  2. Bisdom Anse-à-Veau et Miragoâne
  3. Bisdom Jacmel
  4. Bisdom Jérémie
  5. Bisdom Les Cayes

Honduras
1. Kerkprovincie Tegucigalpa:
  1. Aartsbisdom Tegucigalpa
  2. Bisdom Choluteca
  3. Bisdom Comayagua
  4. Bisdom Juticalpa
  5. Bisdom La Ceiba
  6. Bisdom San Pedro Sula
  7. Bisdom Santa Rosa de Copán
  8. Bisdom Trujillo
  9. Bisdom Yoro

Hongarije
1. Kerkprovincie Eger:
  1. Aartsbisdom Eger
  2. Bisdom Debrecen-Nyíregyháza
  3. Bisdom Vác
2. Kerkprovincie Esztergom-Boedapest:
  1. Aartsbisdom Esztergom-Boedapest
  2. Bisdom Győr
  3. Bisdom Székesfehérvár
3. Kerkprovincie Kalocsa-Kecskemét:
  1. Aartsbisdom Kalocsa-Kecskemét
  2. Bisdom Pécs
  3. Bisdom Szeged-Csanád
4. Kerkprovincie Veszprém:
  1. Aartsbisdom Veszprém
  2. Bisdom Kaposvár
  3. Bisdom Szombathely
5. Immediatum:
  1. Abdij Pannonhalma
6. Overig:
  1. Militair ordinariaat

## I
Ierland
1. Kerkprovincie Armagh:
  1. Aartsbisdom Armagh
  2. Bisdom Ardagh en Clonmacnoise
  3. Bisdom Clogher
  4. Bisdom Derry
  5. Bisdom Down and Connor
  6. Bisdom Dromore
  7. Bisdom Kilmore
  8. Bisdom Meath
  9. Bisdom Raphoe
2. Kerkprovincie Cashel en Emly:
  1. Aartsbisdom Cashel en Emly
  2. Bisdom Cloyne
  3. Bisdom Cork en Ross
  4. Bisdom Kerry
  5. Bisdom Killaloe
  6. Bisdom Limerick
  7. Bisdom Waterford en Lismore
3. Kerkprovincie Dublin:
  1. Aartsbisdom Dublin
  2. Bisdom Ferns
  3. Bisdom Kildare-Leighlin
  4. Bisdom Ossory
4. Kerkprovincie Tuam:
  1. Aartsbisdom Tuam
  2. Bisdom Achonry
  3. Bisdom Clonfert
  4. Bisdom Elphin
  5. Bisdom Galway-Kilmacduagh
  6. Bisdom Killala

IJsland
1. Immediatum:
  1. Bisdom Reykjavik

India
1. Kerkprovincie Agra:
  1. Aartsbisdom Agra
  2. Bisdom Ajmer
  3. Bisdom Allahabad
  4. Bisdom Bareilly
  5. Bisdom Jaipur
  6. Bisdom Jhansi
  7. Bisdom Lucknow
  8. Bisdom Meerut
  9. Bisdom Udaipur
  10. Bisdom Varanasi
2. Kerkprovincie Bangalore:
  1. Aartsbisdom Bangalore
  2. Bisdom Belgaum
  3. Bisdom Bellary
  4. Bisdom Chikmagalur
  5. Bisdom Gulbarga
  6. Bisdom Karwar
  7. Bisdom Mangalore
  8. Bisdom Mysore
  9. Bisdom Shimoga
3. Kerkprovincie Bhopal:
  1. Aartsbisdom Bhopal
  2. Bisdom Gwalior
  3. Bisdom Indore
  4. Bisdom Jabalpur
  5. Bisdom Jhabua
  6. Bisdom Khandwa
4. Kerkprovincie Bombay:
  1. Aartsbisdom Bombay
  2. Bisdom Nashik
  3. Bisdom Poona
  4. Bisdom Vasai
5. Kerkprovincie Calcutta:
  1. Aartsbisdom Calcutta
  2. Bisdom Asansol
  3. Bisdom Bagdogra
  4. Bisdom Baruipur
  5. Bisdom Darjeeling
  6. Bisdom Jalpaiguri
  7. Bisdom Krishnagar
  8. Bisdom Raiganj
6. Kerkprovincie Cuttack-Bhubaneswar:
  1. Aartsbisdom Cuttack-Bhubaneswar
  2. Bisdom Balasore
  3. Bisdom Berhampur
  4. Bisdom Rourkela
  5. Bisdom Sambalpur
7. Kerkprovincie Delhi:
  1. Aartsbisdom Delhi
  2. Bisdom Jammu-Srinagar
  3. Bisdom Jullundur
  4. Bisdom Simla-Chandigarh
8. Kerkprovincie Gandhinagar:
  1. Aartsbisdom Gandhinagar
  2. Bisdom Ahmedabad
  3. Bisdom Baroda
9. Kerkprovincie Goa en Damão:
  1. Aartsbisdom Goa en Damão
  2. Bisdom Sindhudurg
10. Kerkprovincie Guwahati:
  1. Aartsbisdom Guwahati
  2. Bisdom Bongaigaon
  3. Bisdom Dibrugarh
  4. Bisdom Diphu
  5. Bisdom Itanagar
  6. Bisdom Miao
  7. Bisdom Tezpur
11. Kerkprovincie Hyderabad:
  1. Aartsbisdom Hyderabad
  2. Bisdom Cuddapah
  3. Bisdom Khammam
  4. Bisdom Kurnool
  5. Bisdom Nalgonda
  6. Bisdom Warangal
12. Kerkprovincie Imphal:
  1. Aartsbisdom Imphal
  2. Bisdom Kohima
13. Kerkprovincie Madras-Mylapore:
  1. Aartsbisdom Madras-Mylapore
  2. Bisdom Chinglepet
  3. Bisdom Coimbatore
  4. Bisdom Ootacamund
  5. Bisdom Vellore
14. Kerkprovincie Madurai:
  1. Aartsbisdom Madurai
  2. Bisdom Dindigul
  3. Bisdom Kottar
  4. Bisdom Palayamkottai
  5. Bisdom Sivagangai
  6. Bisdom Tiruchirapalli
  7. Bisdom Tuticorin
15. Kerkprovincie Nagpur:
  1. Aartsbisdom Nagpur
  2. Bisdom Amravati
  3. Bisdom Aurangabad
  4. Bisdom Chanda
16. Kerkprovincie Patna:
  1. Aartsbisdom Patna
  2. Bisdom Bettiah
  3. Bisdom Bhagalpur
  4. Bisdom Buxar
  5. Bisdom Muzaffarpur
  6. Bisdom Purnea
17. Kerkprovincie Pondicherry-Cuddalore:
  1. Aartsbisdom Pondicherry-Cuddalore
  2. Bisdom Dharmapuri
  3. Bisdom Kumbakonam
  4. Bisdom Salem
  5. Bisdom Tanjore
18. Kerkprovincie Raipur:
  1. Aartsbisdom Raipur
  2. Bisdom Ambikapur
  3. Bisdom Jashpur
  4. Bisdom Raigarh
19. Kerkprovincie Ranchi:
  1. Aartsbisdom Ranchi
  2. Bisdom Daltonganj
  3. Bisdom Dumka
  4. Bisdom Gumla
  5. Bisdom Hazaribag
  6. Bisdom Jamshedpur
  7. Bisdom Khunti
  8. Bisdom Port Blair
  9. Bisdom Simdega
20. Kerkprovincie Shillon:
  1. Aartsbisdom Shillong
  2. Bisdom Agartala
  3. Bisdom Aizawl
  4. Bisdom Jowai
  5. Bisdom Nongstoin
  6. Bisdom Tura
21. Kerkprovincie Trivandrum:
  1. Aartsbisdom Trivandrum
  2. Bisdom Alleppey
  3. Bisdom Neyyattinkara
  4. Bisdom Punalur
  5. Bisdom Quilon
22. Kerkprovincie Verapoly:
  1. Aartsbisdom Verapoly
  2. Bisdom Calicut
  3. Bisdom Cochin
  4. Bisdom Kannur
  5. Bisdom Kottapuram
  6. Bisdom Sultapet
  7. Bisdom Vijayapuram
23. Kerkprovincie Visakhapatnam:
  1. Aartsbisdom Visakhapatnam
  2. Bisdom Eluru
  3. Bisdom Guntur
  4. Bisdom Nellore
  5. Bisdom Srikakulam
  6. Bisdom Vijayawada

Indonesië
1. Kerkprovincie Ende:
  1. Aartsbisdom Ende
  2. Bisdom Denpasar
  3. Bisdom Larantuka
  4. Bisdom Maumere
  5. Bisdom Ruteng
2. Kerkprovincie Jakarta:
  1. Aartsbisdom Jakarta
  2. Bisdom Bandung
  3. Bisdom Bogor
3. Kerkprovincie Kupang:
  1. Aartsbisdom Kupang
  2. Bisdom Atambua
  3. Bisdom Weetebula
4. Kerkprovincie Makassar:
  1. Aartsbisdom Makassar
  2. Bisdom Amboina
  3. Bisdom Manado
5. Kerkprovincie Medan:
  1. Aartsbisdom Medan
  2. Bisdom Padang
  3. Bisdom Sibolga
6. Kerkprovincie Merauke:
  1. Aartsbisdom Merauke
  2. Bisdom Agats
  3. Bisdom Jayapura
  4. Bisdom Manokwari-Sorong
  5. Bisdom Timika
7. Kerkprovincie Palembang:
  1. Aartsbisdom Palembang
  2. Bisdom Pangkal-Pinang
  3. Bisdom Tanjungkarang
8. Kerkprovincie Pontianak:
  1. Aartsbisdom Pontianak
  2. Bisdom Ketapang
  3. Bisdom Sanggau
  4. Bisdom Sintang
9. Kerkprovincie Samarinda:
  1. Aartsbisdom Samarinda
  2. Bisdom Banjarmasin
  3. Bisdom Palangkaraya
  4. Bisdom Tanjung Selor
10. Kerkprovincie Semarang:
  1. Aartsbisdom Semarang
  2. Bisdom Malang
  3. Bisdom Purwokerto
  4. Bisdom Surabaya
11. Overig:
  1. Militair ordinariaat

Italië
1. Immediatum:
  1. Aartsbisdom Lucca
  2. Aartsbisdom Spoleto-Norcia
  3. Bisdom Orvieto-Todi
  4. Bisdom Terni-Narni-Amelia
  5. Abdij Monte Oliveto Maggiore
2. Kerkprovincie Agrigento:
  1. Aartsbisdom Agrigento
  2. Bisdom Caltanissetta
  3. Bisdom Piazza Armerina
3. Kerkprovincie Ancona-Osimo:
  1. Aartsbisdom Ancona-Osimo
  2. Bisdom Fabriano-Matelica
  3. Bisdom Jesi
  4. Bisdom Senigallia
  5. Territoriale prelatuur Loreto
4. Kerkprovincie Bari-Bitonto:
  1. Aartsbisdom Bari-Bitonto
  2. Aartsbisdom Trani-Barletta-Bisceglie
  3. Bisdom Altamura-Gravina-Acquaviva delle Fonti
  4. Bisdom Andria
  5. Bisdom Conversano-Monopoli
  6. Bisdom Molfetta-Ruvo-Giovinazzo-Terlizzi
5. Kerkprovincie Benevento:
  1. Aartsbisdom Benevento
  2. Aartsbisdom Sant'Angelo dei Lombardi-Conza-Nusco-Bisaccia
  3. Bisdom Ariano Irpino-Lacedonia
  4. Bisdom Avellino
  5. Bisdom Cerreto Sannita-Telese-Sant’Agata de’ Goti
  6. Territoriale abdij Montevergine
6. Kerkprovincie Bologna:
  1. Aartsbisdom Bologna
  2. Aartsbisdom Ferrara-Comacchio
  3. Bisdom Faenza-Modigliana
  4. Bisdom Imola
7. Kerkprovincie Cagliari:
  1. Aartsbisdom Cagliari
  2. Bisdom Iglesias
  3. Bisdom Lanusei
  4. Bisdom Nuoro
8. Kerkprovincie Campobasso-Boiano:
  1. Aartsbisdom Campobasso-Boiano
  2. Bisdom Isernia-Venafro
  3. Bisdom Termoli-Larino
  4. Bisdom Trivento
9. Kerkprovincie Catania:
  1. Aartsbisdom Catania
  2. Bisdom Acireale
  3. Bisdom Caltagirone
10. Kerkprovincie Catanzaro-Squillace:
  1. Aartsbisdom Catanzaro-Squillace
  2. Aartsbisdom Crotone-Santa Severina
  3. Bisdom Lamezia Terme
11. Kerkprovincie Chieti-Vasto:
  1. Aartsbisdom Chieti-Vasto
  2. Aartsbisdom Lanciano-Ortona
12. Kerkprovincie Cosenza-Bisignano:
  1. Aartsbisdom Cosenza-Bisignano
  2. Aartsbisdom Rossano-Cariati
  3. Bisdom Cassano all'Jonio
  4. Bisdom San Marco Argentano-Scalea
13. Kerkprovincie Fermo:
  1. Aartsbisdom Fermo
  2. Aartsbisdom Camerino-San Severino Marche
  3. Bisdom Ascoli Piceno
  4. Bisdom Macerata-Tolentino-Recanati-Cingoli-Treia
  5. Bisdom San Benedetto del Tronto-Ripatransone-Montalto
14. Kerkprovincie Florence:
  1. Aartsbisdom Florence
  2. Bisdom Arezzo-Cortona-Sansepolcro
  3. Bisdom Fiesole
  4. Bisdom Pistoia
  5. Bisdom Prato
  6. Bisdom San Miniato
15. Kerkprovincie Foggia-Bovino:
  1. Aartsbisdom Foggia-Bovino
  2. Aartsbisdom Manfredonia-Vieste-San Giovanni Rotondo
  3. Bisdom Cerignola-Ascoli Satriano
  4. Bisdom Lucera-Troia
  5. Bisdom San Severo
16. Kerprovincie Genua:
  1. Aartsbisdom Genua
  2. Bisdom Albenga-Imperia
  3. Bisdom Chiavari
  4. Bisdom La Spezia-Sarzana-Brugnato
  5. Bisdom Savona-Noli
  6. Bisdom Tortona
  7. Bisdom Ventimiglia-San Remo
17. Kerkprovincie Gorizia:
  1. Aartsbisdom Gorizia
  2. Bisdom Triëst
18. Kerkprovincie L'Aquilla:
  1. Aartsbisdom L'Aquila
  2. Bisdom Avezzano
  3. Bisdom Sulmona-Valva
19. Kerkprovincie Lecce:
  1. Aartsbisdom Lecce
  2. Aartsbisdom Brindisi-Ostuni
  3. Aartsbisdom Otranto
  4. Bisdom Nardò-Gallipoli
  5. Bisdom Ugento-Santa Maria di Leuca
20. Kerkprovincie Messina-Lipari-Santa Lucia del Mela:
  1. Aartsbisdom Messina-Lipari-Santa Lucia del Mela
  2. Bisdom Nicosia
  3. Bisdom Patti
21. Kerkprovincie Milaan:
  1. Aartsbisdom Milaan
  2. Bisdom Bergamo
  3. Bisdom Brescia
  4. Bisdom Como
  5. Bisdom Crema
  6. Bisdom Cremona
  7. Bisdom Lodi
  8. Bisdom Mantua
  9. Bisdom Pavia
  10. Bisdom Vigevano
22. Kerkprovincie Modena-Nonantola:
  1. Aartsbisdom Modena-Nonantola
  2. Bisdom Carpi
  3. Bisdom Fidenza
  4. Bisdom Parma
  5. Bisdom Piacenza-Bobbio
  6. Bisdom Reggio Emilia-Guastalla
23. Kerkprovincie Napels:
  1. Aartsbisdom Napels
  2. Aartsbisdom Capua
  3. Aartsbisdom Sorrento-Castellammare di Stabia
  4. Bisdom Acerra
  5. Bisdom Alife-Caiazzo
  6. Bisdom Aversa
  7. Bisdom Caserta
  8. Bisdom Ischia
  9. Bisdom Nola
  10. Bisdom Pozzuoli
  11. Bisdom Sessa Aurunca
  12. Bisdom Teano-Calvi
  13. Territoriale prelatuur Pompeï
24. Kerkprovincie Oristano:
  1. Aartsbisdom Oristano
  2. Bisdom Ales-Terralba
25. Kerkprovincie Palermo:
  1. Aartsbisdom Palermo
  2. Aartsbisdom Monreale
  3. Bisdom Cefalù
  4. Bisdom Mazara del Vallo
  5. Bisdom Trapani
26. Kerkprovincie Perugia-Città della Pieve:
  1. Aartsbisdom Perugia-Città della Pieve
  2. Bisdom Assisi-Nocera Umbra-Gualdo Tadino
  3. Bisdom Città di Castello
  4. Bisdom Foligno
  5. Bisdom Gubbio
27. Kerkprovincie Pesaro:
  1. Aartsbisdom Pesaro
  2. Aartsbisdom Urbino-Urbania-Sant'Angelo in Vado
  3. Bisdom Fano-Fossombrone-Cagli-Pergola
28. Kerkprovincie Pescara-Penne:
  1. Aartsbisdom Pescara-Penne
  2. Bisdom Teramo-Atri
29. Kerkprovincie Pisa:
  1. Aartsbisdom Pisa
  2. Bisdom Livorno
  3. Bisdom Massa Carrara-Pontremoli
  4. Bisdom Pescia
  5. Bisdom Volterra
30. Kerkprovincie Potenza-Muro Lucano-Marsico Nuovo:
  1. Aartsbisdom Potenza-Muro Lucano-Marsico Nuovo
  2. Aartsbisdom Acerenza
  3. Aartsbisdom Matera-Irsina
  4. Bisdom Melfi-Rapolla-Venosa
  5. Bisdom Tricarico
  6. Bisdom Tursi-Lagonegro
31. Kerkprovincie Ravena-Cervia:
  1. Aartsbisdom Ravenna-Cervia
  2. Bisdom Cesena-Sarsina
  3. Bisdom Forlì-Bertinoro
  4. Bisdom Rimini
  5. Bisdom San Marino-Montefeltro
32. Kerkprovincie Reggio Calabria-Bova:
  1. Aartsbisdom Reggio Calabria-Bova
  2. Bisdom Locri-Gerace
  3. Bisdom Mileto-Nicotera-Tropea
  4. Bisdom Oppido Mamertina-Palmi
33. Kerkprovincie Rome:
  1. Bisdom Rome
    1. Suburbicair bisdom Albano
    2. Suburbicair bisdom Frascati
    3. Suburbicair bisdom Ostia
    4. Suburbicair bisdom Palestrina
    5. Suburbicair bisdom Porto-Santa Rufina
    6. Suburbicair bisdom Sabina-Poggio Mirteto
    7. Suburbicair bisdom Velletri-Segni

  2. Aartsbisdom Gaeta
  3. Bisdom Anagni-Alatri
  4. Bisdom Civita Castellana
  5. Bisdom Civitaveccia-Tarquinia
  6. Bisdom Frosinone-Veroli-Ferentino
  7. Bisdom Latina-Terracina-Sezze-Priverno
  8. Bisdom Rieti
  9. Bisdom Sora-Cassino-Aquino-Pontecorvo
  10. Bisdom Tivoli
  11. Bisdom Viterbo
  12. Abdij Montecassino
  13. Abdij Santa Maria di Grottaferrata
  14. Abdij Subiaco
34. Kerkprovincie Salerno-Campagna-Acerno:
  1. Aartsbisdom Salerno-Campagna-Acerno
  2. Aartsbisdom Amalfi-Cava de’ Tirreni
  3. Bisdom Nocera Inferiore-Sarno
  4. Bisdom Teggiano-Policastro
  5. Bisdom Vallo della Lucania
  6. Territoriale abdij van de Heilige Drie-eenheid van Cava de' Tirreni
35. Kerkprovincie Sassari:
  1. Aartsbisdom Sassari
  2. Bisdom Alghero-Bosa
  3. Bisdom Ozieri
  4. Bisdom Tempio-Ampurias
36. Kerkprovincie Siena-Colle di Val d'Elsa-Montalcino:
  1. Aartsbisdom Siena-Colle di Val d'Elsa-Montalcino
  2. Bisdom Grosseto
  3. Bisdom Massa Marittima-Piombino
  4. Bisdom Montepulciano-Chiusi-Pienza
  5. Bisdom Pitigliano-Sovana-Orbetello
37. Kerkprovincie Siracuse:
  1. Aartsbisdom Siracusa
  2. Bisdom Noto
  3. Bisdom Ragusa
38. Kerkprovincie Tarente:
  1. Aartsbisdom Tarente
  2. Bisdom Castellaneta
  3. Bisdom Oria
39. Kerkprovincie Turijn:
  1. Aartsbisdom Turijn
  2. Bisdom Acqui
  3. Bisdom Alba
  4. Bisdom Aosta
  5. Bisdom Asti
  6. Bisdom Cuneo
  7. Bisdom Fossano
  8. Bisdom Ivrea
  9. Bisdom Mondovì
  10. Bisdom Pinerolo
  11. Bisdom Saluzzo
  12. Bisdom Susa
40. Kerkprovincie Trente:
  1. Aartsbisdom Trente
  2. Bisdom Bozen-Brixen
41. Kerkprovincie Udine:
  1. Aartsbisdom Udine
42. Kerkprovincie Vercelli:
  1. Aartsbisdom Vercelli
  2. Bisdom Alessandria
  3. Bisdom Biella
  4. Bisdom Casale Monferrato
  5. Bisdom Novara
43. Kerkprovincie Venetië:
  1. Patriarchaat Venetië
  2. Bisdom Adria-Rovigo
  3. Bisdom Belluno-Feltre
  4. Bisdom Chioggia
  5. Bisdom Concordia-Pordenone
  6. Bisdom Padua
  7. Bisdom Treviso
  8. Bisdom Verona
  9. Bisdom Vicenza
  10. Bisdom Vittorio Veneto
44. Overig:
  1. Militair ordinariaat

Irak
1. Immediatum:
  1. Aartsbisdom Baghdad

Iran
Israël
Ivoorkust
1. Kerkprovincie Abidjan:
  1. Aartsbisdom Abidjan
  2. Bisdom Agboville
  3. Bisdom Grand-Bassam
  4. Bisdom Yopougon
2. Kerkprovincie Bouaké:
  1. Aartsbisdom Bouaké
  2. Bisdom Abengourou
  3. Bisdom Bondoukou
  4. Bisdom Yamoussoukro
3. Kerkprovincie Gagnoa:
  1. Aartsbisdom Gagnoa
  2. Bisdom Daloa
  3. Bisdom Man
  4. Bisdom San Pedro-en-Côte d'Ivoire
4. Kerkprovincie Korhogo:
  1. Aartsbisdom Korhogo
  2. Bisdom Katiola
  3. Bisdom Odienné

## J
Jamaica
Japan
1. Kerkprovincie Nagasaki:
  1. Aartsbisdom Nagasaki
  2. Bisdom Fukuoka
  3. Bisdom Kagoshima
  4. Bisdom Naha
  5. Bisdom Oita
2. Kerkprovincie Osaka:
  1. Aartsbisdom Osaka
  2. Bisdom Hiroshima
  3. Bisdom Kyoto
  4. Bisdom Nagoya
  5. Bisdom Takamatsu
3. Kerkprovincie Tokyo:
  1. Aartsbisdom Tokyo
  2. Bisdom Niigata
  3. Bisdom Saitama
  4. Bisdom Sapporo
  5. Bisdom Sendai
  6. Bisdom Yokohama

Jemen
1. Immediatum:
  1. Apostolisch Vicariaat Zuid-Arabië

Jordanië

## K
Kaapverdië
1. Immediatum:
  1. Bisdom Mindelo
  2. Bisdom Santiago de Cabo Verde

Kameroen
1. Kerkprovincie Bamenda:
  1. Aartsbisdom Bamenda
  2. Bisdom Buéa
  3. Bisdom Kumbo
  4. Bisdom Mamfe
2. Kerkprovincie Bertoua:
  1. Aartsbisdom Bertoua
  2. Bisdom Batouri
  3. Bisdom Doumé-Abong’ Mbang
  4. Bisdom Yokadouma
3. Kerkprovincie Douala:
  1. Aartsbisdom Douala
  2. Bisdom Bafoussam
  3. Bisdom Edéa
  4. Bisdom Eséka
  5. Bisdom Nkongsamba
4. Kerkprovincie Garoua:
  1. Aartsbisdom Garoua
  2. Bisdom Maroua-Mokolo
  3. Bisdom Ngaoundéré
  4. Bisdom Yagoua
5. Kerkprovincie Yaoundé:
  1. Aartsbisdom Yaoundé
  2. Bisdom Bafia
  3. Bisdom Ebolowa
  4. Bisdom Kribi
  5. Bisdom Mbalmayo
  6. Bisdom Obala
  7. Bisdom Sangmélima

Kazachstan
1. Kerkprovincie Maria Santissima in Astana:
  1. Aartsbisdom Maria Santissima in Astana
  2. Bisdom Karaganda
  3. Bisdom Santissima Trinità in Almaty

Kenia
1. Kerkprovincie Kisumu:
  1. Aartsbisdom Kisumu
  2. Bisdom Bungoma
  3. Bisdom Eldoret
  4. Bisdom Homa Bay
  5. Bisdom Kakamega
  6. Bisdom Kisii
  7. Bisdom Kitale
  8. Bisdom Lodwar
2. Kerkprovincie Mombasa:
  1. Aartsbisdom Mombasa
  2. Bisdom Garissa
  3. Bisdom Malindi
3. Kerkprovincie Nairobi:
  1. Aartsbisdom Nairobi
  2. Bisdom Kericho
  3. Bisdom Kitui
  4. Bisdom Machakos
  5. Bisdom Nakuru
  6. Bisdom Ngong
4. Kerkprovincie Nairobi:
  1. Aartsbisdom Nairobi
  2. Bisdom Embu
  3. Bisdom Maralal
  4. Bisdom Marsabit
  5. Bisdom Meru
  6. Bisdom Muranga
  7. Bisdom Nyahururu
5. Immediatum:
  1. Apostolisch vicariaat Isiolo
6. Overig:
  1. Militair ordinariaat

Kirgizië
1. Immediatum:
  1. Apostolische administratie Kirgizië

Kirbati
Koeweit
1. Immediatum:
  1. Apostolisch vicariaat Koeweit

Kroatië
1. Kerkprovincie Rijeka
  1. Aartsbisdom Rijeka
  2. Bisdom Gospic-Senj
  3. Bisdom Krk
  4. Bisdom Porec i Pula
2. Kerkprovincie Split-Makarska
  1. Aartsbisdom Split-Makarska
  2. Bisdom Dubrovnik
  3. Bisdom Hvar
  4. Bisdom Šibenik
  5. Bisdom Kotor (Montenegro)
3. Kerkprovincie Zagreb
  1. Aartsbisdom Zagreb
  2. Bisdom Djakovo o Bosna i Srijem
  3. Bisdom Požega
  4. Bisdom Varaždin
4. Immediatum:
  1. Aartsbisdom Zadar
5. Overig:
  1. Militair ordinariaat

## L
Laos
1. Immediatum:
  1. Apostolisch vicariaat Luang Prabang
  2. Apostolisch vicariaat Paksé
  3. Apostolisch vicariaat Savannakhet
  4. Apostolisch vicariaat Vientiane

Lesotho
1. Kerkprovincie Maseru:
  1. Aartsbisdom Maseru
  2. Bisdom Leribe
  3. Bisdom Mohale's Hoek
  4. Bisdom Qacha's Nek

Letland
1. Kerkprovincie Riga:
  1. Aartsbisdom Riga
  2. Bisdom Jelgava
  3. Bisdom Liepāja
  4. Bisdom Rēzekne-Aglona

Liberia
1. Kerkprovincie Monrovia:
  1. Aartsbisdom Monrovia
  2. Bisdom Cape Palmas
  3. Bisdom Gbarnga

Libanon
1. Immediatum:
  1. Apostolisch Vicariaat Beiroet

Libië
1. Immediatum:
  1. Apostolisch vicariaat Benghazi
  2. Apostolisch vicariaat Derna
  3. Apostolisch vicariaat Tripolis
  4. Apostolische prefectuur Misurata

Liechtenstein
1. Immediatum:
  1. Aartsbisdom Vaduz

Litouwen
1. Kerkprovincie Kaunas:
  1. Aartsbisdom Kaunas
  2. Bisdom Siauliai
  3. Bisdom Telsiai
  4. Bisdom Vilkaviskis
2. Kerkprovincie Vinius:
  1. Aartsbisdom Vilnius
  2. Bisdom Kaisiadorys
  3. Bisdom Panevezys
3. Overig:
  1. Militair ordinariaat

Luxemburg
1. Immediatum:
  1. Aartsbisdom Luxemburg

## M
Macedonië
1. Kerkprovincie Vrhbosna (Bosnië-Herzegovina):
  1. Bisdom Skopje

Madagaskar
1. Kerkprovincie Antananarivo:
  1. Aartsbisdom Antananarivo
  2. Bisdom Antsirabé
  3. Bisdom Miarinarivo
  4. Bisdom Tsiroanomandidy
2. Kerkprovincie Antsiranana:
  1. Aartsbisdom Antsiranana
  2. Bisdom Ambanja
  3. Bisdom Mahajanga
  4. Bisdom Port-Bergé
3. Kerkprovincie Fianarantsoa:
  1. Aartsbisdom Fianarantsoa
  2. Bisdom Ambositra
  3. Bisdom Farafangana
  4. Bisdom Ihosy
  5. Bisdom Mananjary
4. Kerkprovincie Toamasina:
  1. Aartsbisdom Toamasina
  2. Bisdom Ambatondrazaka
  3. Bisdom Fenoarivo Atsinanana
  4. Bisdom Moramanga
5. Kerkprovincie Toliara:
  1. Aartsbisdom Toliara
  2. Bisdom Morombe
  3. Bisdom Morondava
  4. Bisdom Tôlagnaro

Malawi
1. Kerkprovincie Blantyre:
  1. Aartsbisdom Blantyre
  2. Bisdom Chikwawa
  3. Bisdom Mangochi
  4. Bisdom Zomba
2. Kerkprovincie Lilongwe:
  1. Aartsbisdom Lilongwe
  2. Bisdom Dedza
  3. Bisdom Karonga
  4. Bisdom Mzuzu

Maldiven
Maleisië
1. Kerkprovincie Kota Kinabalu:
  1. Aartsbisdom Kota Kinabalu
  2. Bisdom Keningau
  3. Bisdom Sandakan
2. Kerkprovincie Kuala Lumpur:
  1. Aartsbisdom Lilongwe
  2. Bisdom Melaka-Johor
  3. Bisdom Penang
3. Kerkprovincie Kuching:
  1. Aartsbisdom Kuching
  2. Bisdom Miri
  3. Bisdom Sibu

Mali
1. Kerkprovincie Bamako:
  1. Aartsbisdom Bamako
  2. Bisdom Kayes
  3. Bisdom Mopti
  4. Bisdom San
  5. Bisdom Ségou
  6. Bisdom Sikasso

Malta
1. Kerkprovincie Malta:
  1. Aartsbisdom Malta
  2. Bisdom Gozo

Marokko
1. Immediatum:
  1. Aartsbisdom Rabat
  2. Aartsbisdom Tanger

Mauritanië
1. Immediatum:
  1. Bisdom Nouakchott

Mauritius
1. Immediatum:
  1. Bisdom Port-Louis
  2. Apostolisch vicariaat Rodrigues

Mexico
1. Kerkprovincie Acapulco:
  1. Aartsbisdom Acapulco
  2. Bisdom Chilpancingo-Chilapa
  3. Bisdom Ciudad Altamirano
  4. Bisdom Tlapa
2. Kerkprovincie Antequera-Oaxaca:
  1. Aartsbisdom Antequera-Oaxaca
  2. Bisdom Puerto Escondido
  3. Bisdom Tehuantepec
  4. Bisdom Tuxtepec
  5. Apostolische prelatuur Huautla
  6. Apostolische prelatuur Mixes
3. Kerkprovincie Chihuahua:
  1. Aartsbisdom Chihuahua
  2. Bisdom Ciudad Juárez
  3. Bisdom Cuauhtémoc-Madera
  4. Bisdom Nuevo Casas Grandes
  5. Bisdom Parral
  6. Bisdom Tarahumara
4. Kerkprovincie Durango:
  1. Aartsbisdom Durango
  2. Bisdom Gómez Palacio
  3. Bisdom Mazatlán
  4. Bisdom Torreón
  5. Apostolische prelatuur El Salto
5. Kerkprovincie Guadalajara:
  1. Aartsbisdom Guadalajara
  2. Bisdom Aguascalientes
  3. Bisdom Autlán
  4. Bisdom Ciudad Guzmán
  5. Bisdom Colima
  6. Bisdom San Juan de los Lagos
  7. Bisdom Tepic
  8. Apostolische prelatuur Jesús María del Nayar
6. Kerkprovincie Hermosillo:
  1. Aartsbisdom Hermosillo
  2. Bisdom Ciudad Obregón
  3. Bisdom Culiacán
7. Kerkprovincie Jalapa:
  1. Aartsbisdom Jalapa
  2. Bisdom Coatzacoalcos
  3. Bisdom Córdoba
  4. Bisdom Orizaba
  5. Bisdom Papantla
  6. Bisdom San Andrés Tuxtla
  7. Bisdom Tuxpan
  8. Bisdom Veracruz
8. Kerkprovincie León:
  1. Aartsbisdom León
  2. Bisdom Celaya
  3. Bisdom Irapuato
  4. Bisdom Querétaro
9. Kerkprovincie México:
  1. Aartsbisdom México
  2. Bisdom Atlacomulco
  3. Bisdom Cuernavaca
  4. Bisdom Tenancingo
  5. Bisdom Toluca
10. Kerkprovincie Monterrey:
  1. Aartsbisdom Monterrey
  2. Bisdom Ciudad Victoria
  3. Bisdom Linares
  4. Bisdom Matamoros
  5. Bisdom Nuevo Laredo
  6. Bisdom Piedras Negras
  7. Bisdom Saltillo
  8. Bisdom Tampico
11. Kerkprovincie Morelia:
  1. Aartsbisdom Morelia
  2. Bisdom Apatzingan
  3. Bisdom Ciudad Lázaro Cárdenas
  4. Bisdom Tacámbaro
  5. Bisdom Zamora
12. Kerkprovincie Puebla de los Angeles-Puebla:
  1. Aartsbisdom Puebla de los Angeles-Puebla
  2. Bisdom Huajuapan de León
  3. Bisdom Tehuacán
  4. Bisdom Tlaxcala
13. Kerkprovincie San Luis Potosí:
  1. Aartsbisdom San Luis Potosí
  2. Bisdom Ciudad Valles
  3. Bisdom Matehuala
  4. Bisdom Zacatecas
14. Kerkprovincie Tijuana:
  1. Aartsbisdom Tijuana
  2. Bisdom Ensenada
  3. Bisdom La Paz en la Baja California Sur
  4. Bisdom Mexicali
15. Kerkprovincie Tlalnepantla:
  1. Aartsbisdom Tlalnepantla
  2. Bisdom Cuautitlán
  3. Bisdom Ecatepec
  4. Bisdom Netzahualcóyotl
  5. Bisdom Teotihuacan
  6. Bisdom Texcoco
  7. Bisdom Valle de Chalco
16. Kerkprovincie Tulancingo:
  1. Aartsbisdom Tulancingo
  2. Bisdom Huejutla
  3. Bisdom Tula
17. Kerkprovincie Tuxtla Gutiérrez:
  1. Aartsbisdom Tuxtla Gutiérrez
  2. Bisdom San Cristóbal de Las Casas
  3. Bisdom Tapachula
18. Kerkprovincie Yucatán:
  1. Aartsbisdom Yucatán
  2. Bisdom Campeche
  3. Bisdom Tabasco
  4. Apostolische prelatuur Cancún-Chetumal

Micronesia
Moldavië
1. Immediatum:
  1. Bisdom Chişinău

Monaco
1. Onder rechtstreeks gezag van de Heilige Stoel
  1. Aartsbisdom Monaco

Mongolië
1. Immediatum:
  1. Apostolische Prefectuur Ulaanbaatar

Montenegro
1. Onder rechtstreeks gezag van de Heilige Stoel
  1. Aartsbisdom Bar
2. Ressorterend onder de Kerkprovincie Split-Makarska (Kroatië)
  1. Bisdom Kotor

Mozambique
1. Kerkprovincie Beira:
  1. Aartsbisdom Beira
  2. Bisdom Chimoio
  3. Bisdom Gurué
  4. Bisdom Quelimane
  5. Bisdom Tete
2. Kerkprovincie Maputo:
  1. Aartsbisdom Maputo
  2. Bisdom Inhambane
  3. Bisdom Xai-Xai
3. Kerkprovincie Nampula:
  1. Aartsbisdom Nampula
  2. Bisdom Lichinga
  3. Bisdom Nacala
  4. Bisdom Pemba

Myanmar
1. Kerkprovincie Mandalay:
  1. Aartsbisdom Mandalay
  2. Bisdom Banmaw
  3. Bisdom Hakha
  4. Bisdom Kalay
  5. Bisdom Lashio
  6. Bisdom Myitkyina
2. Kerkprovincie Taunggyi:
  1. Aartsbisdom Taunggyi
  2. Bisdom Kengtung
  3. Bisdom Loikaw
  4. Bisdom Pekhon
  5. Bisdom Taungngu
3. Kerkprovincie Yangon:
  1. Aartsbisdom Yangon
  2. Bisdom Hpa-an
  3. Bisdom Mawlamyine
  4. Bisdom Pathein
  5. Bisdom Pyay

## N
Namibië
1. Kerkprovincie Windhoek:
  1. Aartsbisdom Windhoek
  2. Bisdom Keetmanshoop
  3. Apostolisch vicariaat Rundu

Nauru
Nederland
1. Kerkprovincie Utrecht:
  1. Aartsbisdom Utrecht
  2. Bisdom Breda
  3. Bisdom Groningen-Leeuwarden
  4. Bisdom Haarlem-Amsterdam
  5. Bisdom 's-Hertogenbosch
  6. Bisdom Roermond
  7. Bisdom Rotterdam
2. Overig:
  1. Militair ordinariaat

Nepal
1. Immediatum:
  1. Apostolisch vicariaat Nepal

Nicaragua
1. Kerkprovincie Managua:
  1. Aartsbisdom Managua
  2. Bisdom Esteli
  3. Bisdom Granada
  4. Bisdom Jinotega
  5. Bisdom Juigalpa
  6. Bisdom León en Nicaragua
  7. Bisdom Matagalpa
  8. Apostolisch vicariaat Bluefields

Nieuw-Zeeland
1. Kerkprovincie Wellington:
  1. Aartsbisdom Wellington
  2. Bisdom Auckland
  3. Bisdom Christchurch
  4. Bisdom Dunedin
  5. Bisdom Hamilton in New Zealand
  6. Bisdom Palmerston North
2. Overig:
  1. Militair ordinariaat

Niger
1. Kerkprovincie Niamey:
  1. Aartsbisdom Niamey
  2. Bisdom Maradi

Nigeria
1. Kerkprovincie Abuja:
  1. Aartsbisdom Abuja
  2. Bisdom Idah
  3. Bisdom Lafia
  4. Bisdom Lokoja
  5. Bisdom Makurdi
  6. Bisdom Otukpo
2. Kerkprovincie Benin City:
  1. Aartsbisdom Benin City
  2. Bisdom Auchi
  3. Bisdom Issele-Uku
  4. Bisdom Uromi
  5. Bisdom Warri
3. Kerkprovincie Calabar:
  1. Aartsbisdom Calabar
  2. Bisdom Ikot Ekpene
  3. Bisdom Ogoja
  4. Bisdom Port Harcourt
  5. Bisdom Uyo
4. Kerkprovincie Ibadan:
  1. Aartsbisdom Ibadan
  2. Bisdom Ekiti
  3. Bisdom Ondo
  4. Bisdom Osogbo
  5. Bisdom Oyo
5. Kerkprovincie Jos:
  1. Aartsbisdom Jos
  2. Bisdom Bauchi
  3. Bisdom Jalingo
  4. Bisdom Maiduguri
  5. Bisdom Shendam
  6. Bisdom Yola
6. Kerkprovincie Kaduna:
  1. Aartsbisdom Kaduna
  2. Bisdom Ilorin
  3. Bisdom Kafanchan
  4. Bisdom Kano
  5. Bisdom Minna
  6. Bisdom Sokoto
  7. Bisdom Zaria
7. Kerkprovincie Lagos:
  1. Aartsbisdom Lagos
  2. Bisdom Abeokuta
  3. Bisdom Ijebu-Ode
8. Kerkprovincie Onitsha:
  1. Aartsbisdom Onitsha
  2. Bisdom Abakaliki
  3. Bisdom Awgu
  4. Bisdom Awka
  5. Bisdom Enugu
  6. Bisdom Nnewi
  7. Bisdom Nsukka
9. Kerkprovincie Owerri:
  1. Aartsbisdom Owerri
  2. Bisdom Aba
  3. Bisdom Ahiara
  4. Bisdom Okigwe
  5. Bisdom Orlu
  6. Bisdom Umuahia
10. Immediatum:
  1. Apostolisch vicariaat Bomadi
  2. Apostolisch vicariaat Kontagora

Noord-Korea
1. Immediatum:
  1. Abdij Tokwon
2. Kerkprovincie Seoel (Zuid-Korea):
  1. Bisdom Hamhung
  2. Bisdom P’yong-yang

Noorwegen
1. Immediatum:
  1. Bisdom Oslo
  2. Territoriale prelatuur Tromsø
  3. Territoriale prelatuur Trondheim

## O
Oceanië
Samengesteld uit meerdere landen. De grenzen van kerkprovincies en (aarts)bisdommen kunnen meerdere landen omvatten.
1. Kerkprovincie Agaña:
  1. Aartsbisdom Agaña
  2. Bisdom Caroline Islands
  3. Bisdom Chalan Kanoa
  4. Apostolische prefectuur Marshalleilanden
2. Kerkprovincie Nouméa:
  1. Aartsbisdom Nouméa
  2. Bisdom Port-Vila
  3. Bisdom Wallis-Futuna
3. Kerkprovincie Papeete:
  1. Aartsbisdom Papeete
  2. Bisdom Taiohae o Tefenuaenata
4. Kerkprovincie Samoa-Apia:
  1. Aartsbisdom Samoa-Apia
  2. Bisdom Samoa-Pago Pago
  3. Missio sui juris Tokelau
5. Kerkprovincie Suva:
  1. Aartsbisdom Suva
  2. Bisdom Rarotonga
  3. Bisdom Tarawa-Nauru
  4. Missio sui juris Funafuti

Oeganda
1. Kerkprovincie Gulu:
  1. Aartsbisdom Gulu
  2. Bisdom Arua
  3. Bisdom Lira
  4. Bisdom Nebbi
2. Kerkprovincie Kampala:
  1. Aartsbisdom Kampala
  2. Bisdom Kasana-Luweero
  3. Bisdom Kiyinda-Mityana
  4. Bisdom Lugazi
  5. Bisdom Masaka
3. Kerkprovincie Mbarara:
  1. Aartsbisdom Mbarara
  2. Bisdom Fort Portal
  3. Bisdom Hoima
  4. Bisdom Kabale
  5. Bisdom Kasese
4. Kerkprovincie Tororo:
  1. Aartsbisdom Tororo
  2. Bisdom Jinja
  3. Bisdom Kotido
  4. Bisdom Moroto
  5. Bisdom Soroti
5. Overig:
  1. Militair ordinariaat

Oekraïne
1. Kerkprovincie Lviv:
  1. Aartsbisdom Lviv
  2. Bisdom Kamyanets-Podilskyi
  3. Bisdom Kharkiv-Zaporizhia
  4. Bisdom Kyiv-Zhytomyr
  5. Bisdom Lutsk
  6. Bisdom Mukacheve
  7. Bisdom Odessa-Simferopol

Oezbekistan
1. Immediatum:
  1. Apostolische administratie Oezbekistan

Oman
Oostenrijk
1. Kerkprovincie Salzburg:
  1. Aartsbisdom Salzburg
  2. Bisdom Feldkirch
  3. Bisdom Graz-Seckau
  4. Bisdom Gurk
  5. Bisdom Innsbruck
2. Kerkprovincie Wenen:
  1. Aartsbisdom Wenen
  2. Bisdom Eisenstadt
  3. Bisdom Linz
  4. Bisdom Sankt Pölten
3. Immediatum:
  1. Abdij Wettingen-Mehrerau
4. Overig:
  1. Militair ordinariaat

Oost-Timor
1. Kerkprovincie Dili:
  1. Aartsbisdom Dili
  2. Bisdom Baucau
  3. Bisdom Maliana

## P
Pakistan
1. Kerkprovincie Karachi:
  1. Aartsbisdom Karachi
  2. Bisdom Hyderabad in Pakistan
2. Kerkprovincie Lahore:
  1. Aartsbisdom Lahore
  2. Faisalabad
  3. Islamabad-Rawalpindi
  4. Multan
3. Immediatum:
  1. Apostolisch vicariaat Quetta

Palau
Palestina
1. Immediatum:
  1. Patriarchaat Jeruzalem

Panama
1. Kerkprovincie Panamá:
  1. Aartsbisdom Panamá
  2. Bisdom Chitré
  3. Bisdom Colón-Kuna Yala
  4. Bisdom David
  5. Bisdom Penonomé
  6. Bisdom Santiago de Veraguas
  7. Apostolische prelatuur Bocas del Toro
2. Immediatum:
  1. Apostolisch vicariaat Darién

Papoea-Nieuw-Guinea
1. Kerkprovincie Madang:
  1. Aartsbisdom Madang
  2. Bisdom Aitape
  3. Bisdom Lae
  4. Bisdom Vanimo
  5. Bisdom Wewak
2. Kerkprovincie Mount Hagen:
  1. Aartsbisdom Mount Hagen
  2. Bisdom Goroka
  3. Bisdom Kundiawa
  4. Bisdom Mendi
  5. Bisdom Wabag
3. Kerkprovincie Port Moresby:
  1. Aartsbisdom Port Moresby
  2. Bisdom Alotau-Sideia
  3. Bisdom Bereina
  4. Bisdom Daru-Kiunga
  5. Bisdom Kerema
4. Kerkprovincie Rabaul:
  1. Aartsbisdom Rabaul
  2. Bisdom Bougainville
  3. Bisdom Kavieng
  4. Bisdom Kimbe

Paraguay
1. Kerkprovincie Asunción:
  1. Aartsbisdom Asunción
  2. Bisdom Benjamín Aceval
  3. Bisdom Caacupé
  4. Bisdom Carapeguá
  5. Bisdom Ciudad del Este
  6. Bisdom Concepción en Paraguay
  7. Bisdom Coronel Oviedo
  8. Bisdom Encarnación
  9. Bisdom San Juan Bautista de las Misiones
  10. Bisdom San Lorenzo
  11. Bisdom San Pedro
  12. Bisdom Villarrica del Espíritu Santo
2. Immediatum:
  1. Apostolisch vicariaat Chaco Paraguayo
  2. Apostolisch vicariaat Pilcomayo
3. Overig:
  1. Militair ordinariaat

Peru
1. Kerkprovincie Arequipa:
  1. Aartsbisdom Arequipa
  2. Bisdom Puno
  3. Bisdom Tacna y Moquegua
  4. Apostolische prelatuur Ayaviri
  5. Apostolische prelatuur Chuquibamba
  6. Apostolische prelatuur Juli
2. Kerkprovincie Ayacucho o Huamanga:
  1. Aartsbisdom Ayacucho o Huamanga
  2. Bisdom Huancavélica
  3. Apostolische prelatuur Caravelí
3. Kerkprovincie Cuzco:
  1. Aartsbisdom Cuzco
  2. Bisdom Abancay
  3. Apostolische prelatuur Chuquibambilla
  4. Apostolische prelatuur Sicuani
4. Kerkprovincie Huancayo:
  1. Aartsbisdom Huancayo
  2. Bisdom Huánuco
  3. Bisdom Tarma
5. Kerkprovincie Lima:
  1. Aartsbisdom Lima
  2. Bisdom Callao
  3. Bisdom Carabayllo
  4. Bisdom Chosica
  5. Bisdom Huacho
  6. Bisdom Ica
  7. Bisdom Lurín
  8. Apostolische prelatuur Yauyos
6. Kerkprovincie Piura:
  1. Aartsbisdom Piura
  2. Bisdom Chachapoyas
  3. Bisdom Chiclayo
  4. Bisdom Chulucanas
  5. Apostolische prelatuur Chota
7. Kerkprovincie Trujillo:
  1. Aartsbisdom Trujillo
  2. Bisdom Cajamarca
  3. Bisdom Chimbote
  4. Bisdom Huaraz
  5. Bisdom Huarí
  6. Apostolische prelatuur Huamachuco
  7. Apostolische prelatuur Moyobamba
8. Immediatum:
  1. Apostolisch vicariaat Iquitos
  2. Apostolisch vicariaat Jaén en Peru o San Francisco Javier
  3. Apostolisch vicariaat Pucallpa
  4. Apostolisch vicariaat Puerto Maldonado
  5. Apostolisch vicariaat Requena
  6. Apostolisch vicariaat San José de Amazonas
  7. Apostolisch vicariaat San Ramón
  8. Apostolisch vicariaat Yurimaguas
9. Overig:
  1. Militair ordinariaat

Polen
1. Kerkprovincie Białystok:
  1. Aartsbisdom Białystok
  2. Bisdom Drohiczyn
  3. Bisdom Łomża
2. Kerkprovincie Częstochowa:
  1. Aartsbisdom Częstochowa
  2. Bisdom Radom
  3. Bisdom Sosnowiec
3. Kerkprovincie Gdańsk:
  1. Aartsbisdom Gdańsk
  2. Bisdom Pelplin
  3. Bisdom Toruń
4. Kerkprovincie Gniezno:
  1. Aartsbisdom Gniezno
  2. Bisdom Bydgoszcz
  3. Bisdom Włocławek
5. Kerkprovincie Katowice:
  1. Aartsbisdom Katowice
  2. Bisdom Gliwice
  3. Bisdom Opole
6. Kerkprovincie Kraków:
  1. Aartsbisdom Kraków
  2. Bisdom Bielsko-Żywiec
  3. Bisdom Kielce
  4. Bisdom Tarnów
7. Kerkprovincie Łódż:
  1. Aartsbisdom Łódż
  2. Bisdom Łowicz
8. Kerkprovincie Lublin:
  1. Aartsbisdom Lublin
  2. Bisdom Sandomierz
  3. Bisdom Siedlce
9. Kerkprovincie Poznań:
  1. Aartsbisdom Poznań
  2. Bisdom Kalisz
10. Kerkprovincie Przemyśl:
  1. Aartsbisdom Przemyśl
  2. Bisdom Rzeszów
  3. Bisdom Zamość-Lubaczów
11. Kerkprovincie Szczecin-Kamień:
  1. Aartsbisdom Szczecin-Kamień
  2. Bisdom Koszalin-Kołobrzeg
  3. Bisdom Zielona Góra-Gorzów
12. Kerkprovincie Warmia:
  1. Aartsbisdom Warmia
  2. Bisdom Elbląg
  3. Bisdom Ełk
13. Kerkprovincie Warschau:
  1. Aartsbisdom Warschau
  2. Bisdom Płock
  3. Bisdom Warschau-Praga
14. Kerkprovincie Wrocław:
  1. Aartsbisdom Wrocław
  2. Bisdom Legnica
  3. Bisdom Świdnica
15. Overig:
  1. Militair ordinariaat

Portugal
1. Kerkprovincie Braga:
  1. Aartsbisdom Braga
  2. Bisdom Aveiro
  3. Bisdom Bragança-Miranda
  4. Bisdom Coimbra
  5. Bisdom Lamego
  6. Bisdom Porto
  7. Bisdom Viana do Castelo
  8. Bisdom Vila Real
  9. Bisdom Viseu
2. Kerkprovincie Evora:
  1. Aartsbisdom Evora
  2. Bisdom Beja
  3. Bisdom Faro
3. Kerkprovincie Lissabon:
  1. Patriarchaat Lissabon
  2. Bisdom Angra
  3. Bisdom Funchal
  4. Bisdom Guarda
  5. Bisdom Leiria-Fátima
  6. Bisdom Portalegre-Castelo Branco
  7. Bisdom Santarém (Portugal)
  8. Bisdom Setúbal
4. Overig:
  1. Militair ordinariaat

Puerto Rico
1. Kerkprovincie San Juan de Puerto Rico:
  1. Aartsbisdom San Juan de Puerto Rico
  2. Bisdom Arecibo
  3. Bisdom Caguas
  4. Bisdom Fajardo-Humacao
  5. Bisdom Mayagüez
  6. Bisdom Ponce

## Q
Qatar

## R
Roemenië
1. Kerkprovincie Boekarest:
  1. Aartsbisdom Boekarest
  2. Bisdom Iasi
  3. Bisdom Oradea Mare
  4. Bisdom Satu Mare
  5. Bisdom Timisoara
2. Immediatum:
  1. Aartsbisdom Alba Iulia

Rusland
1. Kerkprovincie Madre di Dio a Mosca:
  1. Aartsbisdom Madre di Dio a Mosca
  2. Bisdom San Clemente
  3. Bisdom San Giuseppe
  4. Bisdom Trasfigurazione
  5. Apostolische prefectuur Yuzhno Sakhalinsk

Rwanda
1. Kerkprovincie Kigali:
  1. Aartsbisdom Kigali
  2. Bisdom Butare
  3. Bisdom Byumba
  4. Bisdom Cyangugu
  5. Bisdom Gikongoro
  6. Bisdom Kabgayi
  7. Bisdom Kibungo
  8. Bisdom Nyundo
  9. Bisdom Ruhengeri

## S
Saint Kitts en Nevis
Saint Lucia
Saint Vincent en de Grenadines
Salomonseilanden
1. Kerkprovincie Honiara:
  1. Aartsbisdom Honiara
  2. Bisdom Auki
  3. Bisdom Gizo

Samoa
San Marino
Sao Tomé en Principe
1. Immediatum:
  1. Bisdom São Tomé e Príncipe

Saoedi-Arabië
Senegal
1. Kerkprovincie Dakar:
  1. Aartsbisdom Dakar
  2. Bisdom Kaolack
  3. Bisdom Kolda
  4. Bisdom Saint-Louis du Sénégal
  5. Bisdom Tambacounda
  6. Bisdom Thiès
  7. Bisdom Ziguinchor

Servië
1. Kerkprovincie Belgrado:
  1. Aartsbisdom Belgrado
  2. Bisdom Subotica
  3. Bisdom Zrenjanin
2. Immediatum:
  1. Apostolische Administratie Prizren

Seychellen
1. Immediatum:
  1. Bisdom Port Victoria o Seychelles

Sierra Leone
1. Kerkprovincie Freetown:
  1. Aartsbisdom Freetown
  2. Bisdom Bo
  3. Bisdom Kenema
  4. Bisdom Makeni

Singapore
1. Immediatum:
  1. Aartsbisdom Singapore

Slovenië
1. Kerkprovincie Ljubljana:
  1. Aartsbisdom Ljubljana
  2. Bisdom Koper
  3. Bisdom Novo Mesto
2. Kerkprovincie Maribor:
  1. Aartsbisdom Maribor
  2. Bisdom Celje
  3. Bisdom Murska Sobota

Slowakije
1. Kerkprovincie Bratislava:
  1. Aartsbisdom Bratislava
  2. Aartsbisdom Trnava
  3. Bisdom Banská Bystrica
  4. Bisdom Nitra
  5. Bisdom Žilina
2. Kerkprovincie Košice:
  1. Aartsbisdom Košice
  2. Bisdom Rožňava
  3. Bisdom Spiš
3. Overig:
  1. Militair ordinariaat

Soedan
1. Kerkprovincie Khartoum:
  1. Aartsbisdom Khartoum
  2. Bisdom El Obeid

Somalië
1. Immediatum:
  1. Bisdom Mogadiscio

Spanje
1. Kerkprovincie Barcelona:
  1. Aartsbisdom Barcelona
  2. Bisdom Sant Feliu de Llobregat
  3. Bisdom Terrassa
2. Kerkprovincie Burgos:
  1. Aartsbisdom Burgos
  2. Bisdom Bilbao
  3. Bisdom Osma-Soria
  4. Bisdom Palencia
  5. Bisdom Vitória
3. Kerkprovincie Granada:
  1. Aartsbisdom Granada
  2. Bisdom Almería
  3. Bisdom Cartagena
  4. Bisdom Guadix
  5. Bisdom Jaén
  6. Bisdom Málaga
4. Kerkprovincie Madrid:
  1. Aartsbisdom Madrid
  2. Bisdom Alcalá de Henares
  3. Bisdom Getafe
5. Kerkprovincie Mérida-Badajoz:
  1. Aartsbisdom Mérida-Badajoz
  2. Bisdom Coria-Cáceres
  3. Bisdom Plasencia
6. Kerkprovincie Oviedo:
  1. Aartsbisdom Oviedo
  2. Bisdom Astorga
  3. Bisdom León
  4. Bisdom Santander
7. Kerkprovincie Pamplona y Tudela:
  1. Aartsbisdom Pamplona y Tudela
  2. Bisdom Calahorra y La Calzada-Logroño
  3. Bisdom Jaca
  4. Bisdom San Sebastian
8. Kerkprovincie Santiago de Compostela:
  1. Aartsbisdom Santiago de Compostela
  2. Bisdom Lugo
  3. Bisdom Mondoñedo-Ferrol
  4. Bisdom Orense
  5. Bisdom Tui-Vigo
9. Kerkprovincie Sevilla:
  1. Aartsbisdom Sevilla
  2. Bisdom Cádiz y Ceuta
  3. Bisdom Canarische Eilanden
  4. Bisdom Córdoba
  5. Bisdom Huelva
  6. Bisdom Jerez de la Frontera
  7. Bisdom San Cristóbal de La Laguna o Tenerife
10. Kerkprovincie Tarragona:
  1. Aartsbisdom Tarragona
  2. Bisdom Gerona
  3. Bisdom Lleida
  4. Bisdom Solsona
  5. Bisdom Tortosa
  6. Bisdom Urgell
  7. Bisdom Vic
11. Kerkprovincie Toledo:
  1. Aartsbisdom Toledo
  2. Bisdom Albacete
  3. Bisdom Ciudad Real
  4. Bisdom Cuenca
  5. Bisdom Sigüenza-Guadalajara
12. Kerkprovincie Valencia:
  1. Aartsbisdom Valencia
  2. Bisdom Ibiza
  3. Bisdom Mallorca
  4. Bisdom Menorca
  5. Bisdom Orihuela-Alicante
  6. Bisdom Segorbe-Castellón de la Plana
13. Kerkprovincie Valladolid:
  1. Aartsbisdom Valladolid
  2. Bisdom Ávila
  3. Bisdom Ciudad Rodrigo
  4. Bisdom Salamanca
  5. Bisdom Segovia
  6. Bisdom Zamora
14. Kerkprovincie Zaragoza:
  1. Aartsbisdom Zaragoza
  2. Bisdom Barbastro-Monzón
  3. Bisdom Huesca
  4. Bisdom Tarazona
  5. Bisdom Teruel y Albarracín
15. Overig:
  1. Militair ordinariaat

Sri Lanka
1. Kerkprovincie Colombo:
  1. Aartsbisdom Colombo
  2. Bisdom Anuradhapura
  3. Bisdom Badulla
  4. Bisdom Chilaw
  5. Bisdom Galle
  6. Bisdom Jaffna
  7. Bisdom Kandy
  8. Bisdom Kurunegala
  9. Bisdom Mannar
  10. Bisdom Ratnapura
  11. Bisdom Trincomalee-Batticaloa

Suriname
Swaziland
Syrië

## T
Tadzjikistan
Taiwan
1. Kerkprovincie Taipei:
  1. Aartsbisdom Taipei
  2. Bisdom Hsinchu
  3. Bisdom Hwalien
  4. Bisdom Kaohsiung
  5. Bisdom Kiayi
  6. Bisdom Taichung
  7. Bisdom Tainan

Tanzania
1. Kerkprovincie Arusha:
  1. Aartsbisdom Arusha
  2. Bisdom Mbulu
  3. Bisdom Moshi
  4. Bisdom Same
2. Kerkprovincie Dar es Salaam:
  1. Aartsbisdom Dar es Salaam
  2. Bisdom Dodoma
  3. Bisdom Ifakara
  4. Bisdom Kondoa
  5. Bisdom Mahenge
  6. Bisdom Morogoro
  7. Bisdom Tanga
  8. Bisdom Zanzibar
3. Kerkprovincie Mwanza:
  1. Aartsbisdom Mwanza
  2. Bisdom Bukoba
  3. Bisdom Bunda
  4. Bisdom Geita
  5. Bisdom Kayanga
  6. Bisdom Musoma
  7. Bisdom Rulenge-Ngara
  8. Bisdom Shinyanga
4. Kerkprovincie Songea:
  1. Aartsbisdom Songea
  2. Bisdom Iringa
  3. Bisdom Lindi
  4. Bisdom Mbeya
  5. Bisdom Mbinga
  6. Bisdom Mtwara
  7. Bisdom Njombe
  8. Bisdom Tunduru-Masasi
5. Kerkprovincie Tabora:
  1. Aartsbisdom Tabora
  2. Bisdom Kahama
  3. Bisdom Kigoma
  4. Bisdom Mpanda
  5. Bisdom Singida
  6. Bisdom Sumbawanga

Thailand
1. Kerkprovincie Bangkok:
  1. Aartsbisdom Bangkok
  2. Bisdom Chanthaburi
  3. Bisdom Chiang Mai
  4. Bisdom Nakhon Sawan
  5. Bisdom Ratchaburi
  6. Bisdom Surat Thani
2. Kerkprovincie Aartsbisdom Thare-Nonseng:
  1. Aartsbisdom Thare-Nonseng
  2. Bisdom Nakhon Ratchasima
  3. Bisdom Ubon Ratchathani
  4. Bisdom Udon Thani

Togo
1. Kerkprovincie Lomé:
  1. aartsbisdom Lomé
  2. Bisdom Aného
  3. Bisdom Atakpamé
  4. Bisdom Dapaong
  5. Bisdom Kara
  6. Bisdom Kpalimé
  7. Bisdom Sokodé

Tonga
Trinidad en Tobago
Tsjaad
1. Kerkprovincie N'Djaména:
  1. Aartsbisdom N'Djaména
  2. Bisdom Doba
  3. Bisdom Goré
  4. Bisdom Lai
  5. Bisdom Moundou
  6. Bisdom Pala
  7. Bisdom Sarh
2. Immediatum:
  1. Apostolisch vicariaat Mongo

Tsjechië
1. Kerkprovincie Olomouc:
  1. Aartsbisdom Olomouc
  2. Bisdom Brno
  3. Bisdom Ostrava-Opava
2. Kerkprovincie Praag:
  1. Aartsbisdom Praag
  2. Bisdom České Budějovice
  3. Bisdom Hradec Králové
  4. Bisdom Litoměřice
  5. Bisdom Pilsen

Tunesië
1. Immediatum:
  1. Aartsbisdom Tunis

Turkije
1. Kerkprovincie İzmir:
  1. Aartsbisdom İzmir
2. Immediatum:
  1. Apostolisch Vicariaat Anatolië
  2. Apostolisch Vicariaat Istanbul

Turkmenistan
1. Immediatum:
  1. Missio sui juris Turkmenistan

Tuvalu

## U
Uruguay
1. Kerkprovincie Montevideo:
  1. Aartsbisdom Montevideo
  2. Bisdom Canelones
  3. Bisdom Florida
  4. Bisdom Maldonado-Punta del Este
  5. Bisdom Melo
  6. Bisdom Mercedes
  7. Bisdom Minas
  8. Bisdom Salto
  9. Bisdom San José de Mayo
  10. Bisdom Tacuarembó

## V
Vaticaanstad
Venezuela
1. Kerkprovincie Barquisimeto:
  1. Aartsbisdom Barquisimeto
  2. Bisdom Acarigua-Araure
  3. Bisdom Carora
  4. Bisdom Guanare
  5. Bisdom San Felipe
2. Kerkprovincie Calabozo:
  1. Aartsbisdom Calabozo
  2. Bisdom San Fernando de Apure
  3. Bisdom Valle de la Pascua
3. Kerkprovincie Caracas-Santiago de Venezuela:
  1. Aartsbisdom Caracas-Santiago de Venezuela
  2. Bisdom Guarenas
  3. Bisdom La Guaira
  4. Bisdom Los Teques
4. Kerkprovincie Ciudad Bolívar:
  1. Aartsbisdom Ciudad Bolívar
  2. Bisdom Ciudad Guayana
  3. Bisdom Maturín
5. Kerkprovincie Coro:
  1. Aartsbisdom Coro
  2. Bisdom Punto Fijo
6. Kerkprovincie Cumaná:
  1. Aartsbisdom Cumaná
  2. Bisdom Barcelona
  3. Bisdom Carúpano
  4. Bisdom Margarita
7. Kerkprovincie Maracaibo:
  1. Aartsbisdom Maracaibo
  2. Bisdom Cabimas
  3. Bisdom El Vigia-San Carlos del Zulia
  4. Bisdom Machiques
8. Kerkprovincie Mérida:
  1. Aartsbisdom Mérida
  2. Bisdom Barinas
  3. Bisdom San Cristóbal de Venezuela
  4. Bisdom Trujillo (Venezuela)
9. Kerkprovincie Valencia (Venezuela):
  1. Aartsbisdom Valencia (Venezuela)
  2. Bisdom Maracay
  3. Bisdom Puerto Cabello
  4. Bisdom San Carlos de Venezuela
10. Immediatum:
  1. Apostolisch vicariaat Caroní
  2. Apostolisch vicariaat Puerto Ayacucho
  3. Apostolisch vicariaat Tucupita
11. Overig:
  1. Militair ordinariaat

Verenigd Koninkrijk
Verenigde Staten van Amerika
1. Kerkprovincie Anchorage:
  1. Aartsbisdom Anchorage
  2. Bisdom Fairbanks
  3. Bisdom Juneau
2. Kerkprovincie Atlanta:
  1. Aartsbisdom Atlanta
  2. Bisdom Charleston
  3. Bisdom Charlotte
  4. Bisdom Raleigh
  5. Bisdom Savannah
3. Kerkprovincie Baltimore:
  1. Aartsbisdom Baltimore
  2. Bisdom Arlington
  3. Bisdom Richmond
  4. Bisdom Wheeling-Charleston
  5. Bisdom Wilmington
4. Kerkprovincie Boston:
  1. Aartsbisdom Boston
  2. Bisdom Burlington
  3. Bisdom Fall River
  4. Bisdom Manchester
  5. Bisdom Portland
  6. Bisdom Springfield
  7. Bisdom Worcester
5. Kerkprovincie Chicago:
  1. Aartsbisdom Chicago
  2. Bisdom Belleville
  3. Bisdom Joliet
  4. Bisdom Peoria
  5. Bisdom Rockford
  6. Bisdom Springfield
6. Kerkprovincie Cincinnati:
  1. Aartsbisdom Cincinnati
  2. Bisdom Cleveland
  3. Bisdom Columbus
  4. Bisdom Steubenville
  5. Bisdom Toledo (Verenigde Staten)
  6. Bisdom Youngstown
7. Kerkprovincie Denver:
  1. Aartsbisdom Denver
  2. Bisdom Cheyenne
  3. Bisdom Colorado Springs
  4. Bisdom Pueblo
8. Kerkprovincie Detroit:
  1. Aartsbisdom Detroit
  2. Bisdom Gaylord
  3. Bisdom Grand Rapids
  4. Bisdom Kalamazoo
  5. Bisdom Lansing
  6. Bisdom Marquette
  7. Bisdom Saginaw
9. Kerkprovincie Dubuque:
  1. Aartsbisdom Dubuque
  2. Bisdom Davenport
  3. Bisdom Des Moines
  4. Bisdom Sioux City
10. Kerkprovincie Galveston-Houston:
  1. Aartsbisdom Galveston-Houston
  2. Bisdom Austin
  3. Bisdom Beaumont
  4. Bisdom Brownsville
  5. Bisdom Corpus Christi
  6. Bisdom Tyler
  7. Bisdom Victoria
11. Kerkprovincie Hartford:
  1. Aartsbisdom Hartford
  2. Bisdom Bridgeport
  3. Bisdom Norwich
  4. Bisdom Providence
12. Kerkprovincie Indianapolis:
  1. Aartsbisdom Indianapolis
  2. Bisdom Evansville
  3. Bisdom Fort Wayne-South Bend
  4. Bisdom Gary
  5. Bisdom Lafayette
13. Kerkprovincie Kansas City:
  1. Aartsbisdom Kansas City
  2. Bisdom Dodge City
  3. Bisdom Salina
  4. Bisdom Wichita
14. Kerkprovincie Las Vegas:
  1. Aartsbisdom Las Vegas
  2. Bisdom Reno
  3. Bisdom Salt Lake City
15. Kerkprovincie Los Angeles:
  1. Aartsbisdom Los Angeles
  2. Bisdom Fresno
  3. Bisdom Monterey
  4. Bisdom Orange
  5. Bisdom San Bernardino
  6. Bisdom San Diego
16. Kerkprovincie Louisville:
  1. Aartsbisdom Louisville
  2. Bisdom Covington
  3. Bisdom Knoxville
  4. Bisdom Lexington
  5. Bisdom Memphis
  6. Bisdom Nashville
  7. Bisdom Owensboro
17. Kerkprovincie Miami:
  1. Aartsbisdom Miami
  2. Bisdom Orlando
  3. Bisdom Palm Beach
  4. Bisdom Pensacola-Tallahassee
  5. Bisdom Saint Augustine
  6. Bisdom Saint Petersburg
  7. Bisdom Venice
18. Kerkprovincie Milwaukee:
  1. Aartsbisdom Milwaukee
  2. Bisdom Green Bay
  3. Bisdom La Crosse
  4. Bisdom Madison
  5. Bisdom Superior
19. Kerkprovincie Mobile:
  1. Aartsbisdom Mobile
  2. Bisdom Biloxi
  3. Bisdom Birmingham
  4. Bisdom Jackson
20. Kerkprovincie Newark:
  1. Aartsbisdom Newark
  2. Bisdom Camden
  3. Bisdom Metuchen
  4. Bisdom Paterson
  5. Bisdom Trenton
21. Kerkprovincie New Orleans:
  1. Aartsbisdom New Orleans
  2. Bisdom Alexandria
  3. Bisdom Baton Rouge
  4. Bisdom Houma-Thibodaux
  5. Bisdom Lafayette
  6. Bisdom Lake Charles
  7. Bisdom Shreveport
22. Kerkprovincie New York:
  1. Aartsbisdom New York
  2. Bisdom Albany
  3. Bisdom Brooklyn
  4. Bisdom Buffalo
  5. Bisdom Ogdensburg
  6. Bisdom Rochester
  7. Bisdom Rockville Centre
  8. Bisdom Syracuse
23. Kerkprovincie Oklahoma City:
  1. Aartsbisdom Oklahoma City
  2. Bisdom Little Rock
  3. Bisdom Tulsa
24. Kerkprovincie Omaha:
  1. Aartsbisdom Omaha
  2. Bisdom Grand Island
  3. Bisdom Lincoln
25. Kerkprovincie Philadelphia:
  1. Aartsbisdom Philadelphia
  2. Bisdom Allentown
  3. Bisdom Altoona-Johnstown
  4. Bisdom Erie
  5. Bisdom Greensburg
  6. Bisdom Harrisburg
  7. Bisdom Pittsburgh
  8. Bisdom Scranton
26. Kerkprovincie Portland :
  1. Aartsbisdom Portland
  2. Bisdom Baker
  3. Bisdom Boise City
  4. Bisdom Great Falls-Billings
  5. Bisdom Helena
27. Kerkprovincie Saint Louis:
  1. Aartsbisdom Saint Louis
  2. Bisdom Jefferson City
  3. Bisdom Kansas City-Saint Joseph
  4. Bisdom Springfield-Cape Girardeau
28. Kerkprovincie Saint Paul-Minneapolis:
  1. Aartsbisdom Saint Paul-Minneapolis
  2. Bisdom Bismarck
  3. Bisdom Crookston
  4. Bisdom Duluth
  5. Bisdom Fargo
  6. Bisdom New Ulm
  7. Bisdom Rapid City
  8. Bisdom Saint Cloud
  9. Bisdom Sioux Falls
  10. Bisdom Winona
29. Kerkprovincie San Antonio:
  1. Aartsbisdom San Antonio
  2. Bisdom Amarillo
  3. Bisdom Dallas
  4. Bisdom El Paso
  5. Bisdom Fort Worth
  6. Bisdom Laredo
  7. Bisdom Lubbock
  8. Bisdom San Angelo
30. Kerkprovincie San Francisco:
  1. Aartsbisdom San Francisco
  2. Bisdom Honolulu
  3. Bisdom Oakland
  4. Bisdom Sacramento
  5. Bisdom San Jose
  6. Bisdom Santa Rosa
  7. Bisdom Stockton
31. Kerkprovincie Santa Fe:
  1. Aartsbisdom Santa Fe
  2. Bisdom Gallup
  3. Bisdom Las Cruces
  4. Bisdom Phoenix
  5. Bisdom Tucson
32. Kerkprovincie Seattle:
  1. Aartsbisdom Seattle
  2. Bisdom Spokane
  3. Bisdom Yakima
33. Kerkprovincie Washington:
  1. Aartsbisdom Washington
  2. Bisdom Saint Thomas
34. Overig:
  1. Militair ordinariaat

Verenigde Arabische Emiraten
Vietnam
1. Kerkprovincie Hanoi:
  1. Aartsbisdom Hanoi
  2. Bisdom Bac Ninh
  3. Bisdom Bùi Chu
  4. Bisdom Hai Phòng
  5. Bisdom Hung Hoá
  6. Bisdom Lang Són-Cao Bang
  7. Bisdom Phát Diem
  8. Bisdom Thái Binh
  9. Bisdom Thanh Hoa
  10. Bisdom Vinh
2. Kerkprovincie Hué:
  1. Aartsbisdom Hué
  2. Bisdom Ban Me Thuot
  3. Bisdom Dà Nang
  4. Kontum
  5. Bisdom Nha Trang
  6. Bisdom Quy Nhon
3. Kerkprovincie Thành-Pho Ho Chí Minh:
  1. Aartsbisdom Thành-Pho Ho Chí Minh
  2. Bisdom Can Tho
  3. Bisdom Dà Lat
  4. Bisdom Long Xuyen
  5. Bisdom My Tho
  6. Bisdom Phan Thiet
  7. Bisdom Phú Cuong
  8. Bisdom Vinh Long
  9. Bisdom Xuan Loc

## W
Wit-Rusland
1. Kerkprovincie Minsk-Mahiljou
  1. Aartsbisdom Minsk-Mahiljou
  2. Bisdom Grodno
  3. Bisdom Pinsk
  4. Bisdom Vitebsk

## Z
Zambia
1. Kerkprovincie Kasama:
  1. Aartsbisdom Kasama
  2. Bisdom Mansa
  3. Bisdom Mpika
2. Kerkprovincie Lusaka:
  1. Aartsbisdom Lusaka
  2. Bisdom Chipata
  3. Bisdom Kabwe
  4. Bisdom Livingstone
  5. Bisdom Mongu
  6. Bisdom Monze
  7. Bisdom Ndola
  8. Bisdom Solwezi

Zimbabwe
1. Kerkprovincie Bulawayo:
  1. Aartsbisdom Bulawayo
  2. Bisdom Gweru
  3. Bisdom Hwange
  4. Bisdom Masvingo
2. Kerkprovincie Harare:
  1. Aartsbisdom Harare
  2. Bisdom Chinhoyi
  3. Bisdom Gokwe
  4. Bisdom Mutare

Zuid-Afrika
1. Kerkprovincie Bloemfontein:
  1. Aartsbisdom Bloemfontein
  2. Bisdom Bethlehem (Zuid-Afrika)
  3. Bisdom Keimoes-Upington
  4. Bisdom Kimberley
  5. Bisdom Kroonstad
  6. Bisdom Gaborone (Botswana)
2. Kerkprovincie Durban:
  1. Aartsbisdom Durban
  2. Bisdom Dundee
  3. Bisdom Eshowe
  4. Bisdom Kokstad
  5. Bisdom Mariannhill
  6. Bisdom Umtata
  7. Bisdom Umzinkulu
  8. Apostolisch Vicariaat Ingwavuma
3. Kerkprovincie Kaapstad:
  1. Aartsbisdom Kaapstad
  2. Bisdom Aliwal
  3. Bisdom De Aar
  4. Bisdom Oudtshoorn
  5. Bisdom Port Elizabeth
  6. Bisdom Queenstown
4. Kerkprovincie Pretoria:
  1. Aartsbisdom Pretoria
  2. Bisdom Johannesburg
  3. Bisdom Klerksdorp
  4. Bisdom Pietersburg
  5. Bisdom Rustenburg
  6. Bisdom Tzaneen
  7. Bisdom Witbank
  8. Bisdom Manzini (Swaziland)
5. Overig:
  1. Militair ordinariaat

Zuid-Korea
1. Kerkprovincie Daegu:
  1. Aartsbisdom Daegu
  2. Bisdom Andong
  3. Bisdom Cheongju
  4. Bisdom Masan
  5. Bisdom Pusan
2. Kerkprovincie Kwangju:
  1. Aartsbisdom Kwangju
  2. Bisdom Cheju
  3. Bisdom Jeonju
3. Kerkprovincie Seoul:
  1. Aartsbisdom Seoul
  2. Bisdom Ch’unch’on
  3. Bisdom Daejeon
  4. Bisdom Hamhung (Noord-Korea)
  5. Bisdom Incheon
  6. Bisdom P’yong-yang (Noord-Korea)
  7. Bisdom Suwon
  8. Bisdom Uijongbu
  9. Bisdom Wonju
4. Overig:
  1. Militrair ordinariaat

Zuid-Soedan
1. Kerkprovincie Juba:
  1. Aartsbisdom Juba:
  2. Bisdom Malakal
  3. Bisdom Rumbek
  4. Bisdom Tombura-Yambio
  5. Bisdom Torit
  6. Bisdom Wau
  7. Bisdom Yei

Zweden
1. Immediatum:
  1. Bisdom Stockholm

Zwitserland
1. Immediatum:
  1. Bisdom Bazel
  2. Bisdom Chur
  3. Bisdom Lausanne, Genève en Fribourg
  4. Bisdom Lugano
  5. Bisdom Sankt Gallen
  6. Bisdom Sion
  7. Abdij Maria Einsiedeln
  8. Abdij Saint-Maurice